# Liste der Tomatensorten/B
Erläuterungen und Quellen: Siehe Hauptartikel!
| Tomatensorte                                                         | Bild | Beschreibung | Quellen                                     |
| -------------------------------------------------------------------- | ---- | --- | ------------------------------------------- |
| B 0834 2 Lp                                                          |      | | o                                           |
| B 10                                                                 |      | Züchter: Bekov Rustam Hizrievich | j                                           |
| B 104                                                                |      | Züchter: Bekov Rustam Hizrievich | j                                           |
| B 16                                                                 |      | Züchter: Bekov Rustam Hizrievich | j                                           |
| B 18/19 L 62                                                         |      | Züchter: Bekov Rustam Hizrievich | j                                           |
| B 32 L 2                                                             |      | Züchter: Bekov Rustam Hizrievich | j                                           |
| B 32/33 L 72                                                         |      | Züchter: Bekov Rustam Hizrievich | j                                           |
| B 33                                                                 |      | Züchter: Bekov Rustam Hizrievich | j                                           |
| B 33 L 5                                                             |      | Züchter: Bekov Rustam Hizrievich | j                                           |
| B 35 L 10                                                            |      | Züchter: Bekov Rustam Hizrievich | j                                           |
| B 56                                                                 |      | Züchter: Bekov Rustam Hizrievich | j                                           |
| B 56 L 14                                                            |      | Züchter: Bekov Rustam Hizrievich | j                                           |
| B 6 L 54 K 2                                                         |      | Züchter: Bekov Rustam Hizrievich | j                                           |
| B 78507                                                              |      | | j                                           |
| B 78509                                                              |      | | j                                           |
| B 81 L 18                                                            |      | Züchter: Bekov Rustam Hizrievich | j                                           |
| B 81803                                                              |      | | j                                           |
| B 81808                                                              |      | | j                                           |
| B 81810                                                              |      | | j                                           |
| B 82142                                                              |      | | j                                           |
| B 82903                                                              |      | | j                                           |
| B 95 L 23                                                            |      | Züchter: Bekov Rustam Hizrievich | j                                           |
| B-9086                                                               |      | | j                                           |
| B 0834 2 Lp (oder: B 0834-2-Lp)                                      |      | Züchter: Semillas Fitó S.A. | j                                           |
| Ba 5630                                                              |      | | j                                           |
| Báb                                                                  |      | | j                                           |
| Babaj                                                                |      | Züchter: Gavrish Sergej Fedorovich, Kapustina Raisa Nikolaevna, Gladkov Dmitrij Sergeevich, Volkov Aleksandr Aleksandrovich, Semenova Anna Nikolaevna, Artemieva Galina Mihajlovna, Filimonova Yuliya Alekseevna, Redichkina Tatiyana Aleksandrovna                           | j                                           |
| Babay                                                                |      | | j                                           |
| Babeno                                                               |      | Züchter: Syngenta Crop Protection Ag | j, o                                        |
| Babette                                                              |      | Züchter: Hazera Genetics | j, o                                        |
| Babie Leto                                                           |      | Züchter: Myazina Lyubov' Anatolievna | j                                           |
| Babieca                                                              |      | Züchter: Petoseed Co.Inc. | j, o                                        |
| Babilon                                                              |      | Züchter: Clause Semences Sa (Fr) | j                                           |
| Babilonia                                                            |      | | j                                           |
| Babinicz                                                             |      | Züchter: Plantico Hodowla I Nasiennictwo Ogrodnicze Zielonki Sp. Z O.O. | c, j                                        |
| Babulka                                                              |      | | j, o                                        |
| Babur                                                                |      | | j                                           |
| Babuschka                                                            |      | | c, n                                        |
| Babuschka Byka                                                       |      | | c, d                                        |
| Babuschkin (oder: Babushkin. Babuschkino)                            |      | | c, d, e, j                                  |
| Babuschkin Sekret (oder: Babushkin Sekret)                           |      | Züchter: Dederko Vladimir Nikolaevich, Postnikova Tatiyana Nikolaevna | c, d, j                                     |
| Babuschkina Radost                                                   |      | | c, d                                        |
| Babuschkino Bychie Serdtse                                           |      | | c, d                                        |
| Babushkin Podarok                                                    |      | Züchter: Gavrish Sergej Fedorovich, Morev Viktor Vasilievich, Amcheslavskaya Elena Valentinovna, Volok Olga Anatolievna | j                                           |
| Babushkin Potseluj (oder: Babuschkino Potseluj)                      |      | Züchter: Kotel'Nikova Marina Aleksandrovna, Antipova Nadezhda Petrovna | c, d, e, j                                  |
| Babushkina Gordost                                                   |      | Züchter: Myazina Lyubov' Anatolievna, Kudryavtseva Elizaveta Romanovna | j                                           |
| Babushkino Lukoshko                                                  |      | Züchter: Gavrish Sergej Fedorovich, Morev Viktor Vasilievich, Amcheslavskaya Elena Valentinovna, Degovtsova Tatiyana Vladimirovna, Volok Olga Anatolievna | j                                           |
| Babushkino Schastie                                                  |      | Züchter: Andreeva Evgeniya Nikolaevna, Nazina Sofiya Luisovna, Ushakova Mariya Ivanovna, Andreeva Anzhelika Nikolaevna | j                                           |
| Baby                                                                 |      | | g, h                                        |
| Baby Blue                                                            |      | | d                                           |
| Baby Boomer                                                          |      | | j                                           |
| Baby Bottle Red Pear                                                 |      | | d                                           |
| Baby Cakes                                                           |      | | c, f                                        |
| Baby Cakes F1                                                        |      | | d                                           |
| Baby Doc                                                             |      | Züchter: Renato Faraone Mennella | j                                           |
| Baby Doll                                                            |      | | j                                           |
| Baby Gold                                                            |      | | j                                           |
| Baby Heart                                                           |      | | j                                           |
| Baby Pink Plum                                                       |      | | j                                           |
| Baby Russian                                                         |      | | d                                           |
| Babytom                                                              |      | | j                                           |
| Babywine                                                             |      | | c, d                                        |
| Bacar                                                                |      | | j                                           |
| Baccara                                                              |      | | j                                           |
| Baccarat                                                             |      | Züchter: Ferry Morse Seed Co.(Usa) (Us) | j                                           |
| Bacchus                                                              |      | | j                                           |
| Bacco                                                                |      | Züchter: Hort Seed Mediterrani S.L. | j                                           |
| Baccone                                                              |      | | c, d, f                                     |
| Baccus                                                               |      | Züchter: Hort Seed Mediterrani S.L. | j                                           |
| Bach                                                                 |      | | j, o                                        |
| Bacharnij Saison                                                     |      | | d                                           |
| Bachka                                                               |      | | j, o                                        |
| Bacio                                                                |      | Züchter: Boaz Kaplan | j, o                                        |
| Bacioty                                                              |      | Züchter: Boaz Kaplan | j, o                                        |
| Backa                                                                |      | | c, d                                        |
| Backfield                                                            |      | | c, d                                        |
| Bacon                                                                |      | | c, d                                        |
| Bacovia                                                              |      | | j                                           |
| Bacuni                                                               |      | Züchter: Brezeanu Petre Marian | j                                           |
| Badalona                                                             |      | | j                                           |
| Bade                                                                 |      | | j                                           |
| Badeaa                                                               |      | | j                                           |
| Badia                                                                |      | Züchter: Semillas Fito, S.A. | j                                           |
| Badro                                                                |      | | j                                           |
| Baez                                                                 |      | Züchter: S&G Seeds B.V. | j, o                                        |
| Bagan                                                                |      | | j                                           |
| Bagea                                                                |      | Züchter: Geoponiko Spiti Aebe | j                                           |
| Baghera (oder: Clx 3764)                                             |      | Züchter: Clause Semences Sa (Fr) | j, o                                        |
| Baghera F1                                                           |      | Züchter: Clause | j, k                                        |
| Bagio                                                                |      | Züchter: Agro-Tip Handels- und Consultingges. MbH | j, o                                        |
| Baglior                                                              |      | | j                                           |
| Bagryanets                                                           |      | Züchter: Kachajnik Vladimir Georgievich, Chernaya Viktoriya Viktorovna, Kandoba Aleksej Viktorovich | j                                           |
| Bahama                                                               |      | | j                                           |
| Bahamas                                                              |      | | j                                           |
| Bahar                                                                |      | | j                                           |
| Bahchisaraj                                                          |      | Züchter: Hovrin Aleksandr Nikolaevich, Tereshonkova Tatiyana Arkadievna, Klimenko Nikolaj Nikolaevich, Kostenko Aleksandr Nikolaevich | j                                           |
| Bahia                                                                |      | Züchter: Hebrew Uni/Hazera | c, e, g, h, j, o                            |
| Bahtemir                                                             |      | Züchter: Avdeev Yurij Ivanovich, Ivanova Lyudmila Mihajlovna, Shcherbinin Boris Matveevich | j                                           |
| Bai Ling                                                             |      | | j, o                                        |
| Baiguo Qiangfeng                                                     |      | | c, d, e, g, h                               |
| Baikonur                                                             |      | Züchter: Enza Zaden Beheer B.V. | j                                           |
| Baize’s Cen-Tex Special                                              |      | | c, d                                        |
| Baja                                                                 |      | | j                                           |
| Bajaja                                                               |      | | c, f, j                                     |
| Bajawa                                                               |      | | b, c, d, e, f                               |
| Bajazet                                                              |      | | j                                           |
| Bakara                                                               |      | | j, o                                        |
| Bakony                                                               |      | | j                                           |
| Bakonycsernyei                                                       |      | | g, h                                        |
| Bakonycsernyei 3                                                     |      | | c                                           |
| Bakshish                                                             |      | Züchter: Gavrish Sergej Fedorovich, Morev Viktor Vasilievich, Amcheslavskaya Elena Valentinovna, Volok Olga Anatolievna, Gladkov Dmitrij Sergeevich | j                                           |
| Baku                                                                 |      | Züchter: Western Seed Company | j, o                                        |
| Bal’Zam                                                              |      | Züchter: Myazina Lyubov’ Anatolievna | j                                           |
| Balady                                                               |      | | j                                           |
| Balancan                                                             |      | Züchter: Rijk Zwaan Zaadteelt En Zaadhandel B.V. | j, o                                        |
| Balance                                                              |      | | j                                           |
| Balancefort                                                          |      | Züchter: Monsanto Vegetable Ip Management B.V. | j, o                                        |
| Balancin                                                             |      | Züchter: Intersemillas | j, o                                        |
| Balans                                                               |      | Züchter: Myazina Lyubov' Anatolievna | j                                           |
| Balarga                                                              |      | | j                                           |
| Balaton                                                              |      | Züchter: Asgrow Seed Company (Us)/Bruinsma (Nl) | j                                           |
| Balboa                                                               |      | Züchter: Petoseed Co.Inc. | j, o                                        |
| Balca                                                                |      | Züchter: Les Graines Caillard | j, o                                        |
| Balca F1                                                             |      | | j                                           |
| Balcan                                                               |      | | j                                           |
| Balciai                                                              |      | Züchter: Lietuvos Agrariniu Ir Mišku Mokslu Centro Filialas Sodininkystes Ir Daržininkystes Institutas | j, o                                        |
| Balconi Red                                                          |      | | c, d, j                                     |
| Balconi Yellow                                                       |      | | c, d, f, j                                  |
| Balcony Charm                                                        |      | | g, h, n                                     |
| Balderic                                                             |      | Züchter: Enza Zaden Beheer B.V. | j                                           |
| Baldo                                                                |      | | j                                           |
| Baldwin                                                              |      | Züchter: Frits Herlaar | j                                           |
| Balerina                                                             |      | | c, d, j, o                                  |
| Balerinka                                                            |      | Züchter: Andreeva Evgeniya Nikolaevna, Nazina Sofiya Luisovna, Ushakova Mariya Ivanovna, Andreeva Anzhelika Nikolaevna | c, j                                        |
| Balgarska Fantaziya                                                  |      | Züchter: Opal Zi - Plovdiv (Bg) | j                                           |
| Balgarski Trapezen                                                   |      | Züchter: Zhivko Danailov | j                                           |
| Bali                                                                 |      | Züchter: Tezier Sa (Fr) | j                                           |
| Bali Cherry                                                          |      | | c, e                                        |
| Bali Tomate                                                          |      | | d, g, h                                     |
| Balite                                                               |      | | j                                           |
| Balkan                                                               |      | Züchter: Cent. Za Povrtar. Sp (Yu) | j, o                                        |
| Balkhash                                                             |      | | j                                           |
| Balkonnoje Tschudo                                                   |      | | c                                           |
| Balkonstar                                                           |      | Züchter: Enza Zaden Beheer B.V. | c, d, e, g, h, j                            |
| Balkonzauber                                                         |      | Züchter: Dr. Hartmut Arndt | j                                           |
| Ball’s Beefsteak                                                     |      | | c                                           |
| Ball’s Beefsteak F1                                                  |      | | d                                           |
| Ballad                                                               |      | | j                                           |
| Ballada                                                              |      | Züchter: Guseva Lyudmila Ivanovna, Nikulaesh Mihail Dmitrievich, Atluhanov Atluhan Magomedsherifovich | c, d, j, o                                  |
| Ballade                                                              |      | | j                                           |
| Baller                                                               |      | | c, d, k                                     |
| Ballerina                                                            |      | | c                                           |
| Ballesteros                                                          |      | Züchter: Capital Genetic Ebt, S.L. | j, o                                        |
| Ballet                                                               |      | | j                                           |
| Ballkan                                                              |      | | j                                           |
| Ballon Rouge                                                         |      | Züchter: Tezier Sa (Fr) | j                                           |
| Balois                                                               |      | | j                                           |
| Balona                                                               |      | | j, o                                        |
| Balotelli                                                            |      | Züchter: Syngenta Crop Protection Ag | j                                           |
| Baloven’ Sud’By                                                      |      | Züchter: Dederko Vladimir Nikolaevich, Postnikova Olga Valentinovna | j                                           |
| Balqis                                                               |      | | j                                           |
| Balsam                                                               |      | | j                                           |
| Baltica                                                              |      | | j                                           |
| Baltiets                                                             |      | Züchter: Tarasov Yurij Dmitrievich | j                                           |
| Baltijskij                                                           |      | Züchter: Ivanova Tatiyana Evgenievna, Vasiliev Yurij Vasilievich, Pushkareva Nataliya Vyacheslavovna, Zver'Kova Veronika Gennadievna | g, h, j                                     |
| Baltimor                                                             |      | Züchter: Tarasenkov Ivan Illarionovich, Bekov Rustam Hizrievich | j                                           |
| Baltimore                                                            |      | Züchter: Nunhems B.V. | g, h, j                                     |
| Baltyco                                                              |      | | j                                           |
| Baltyra                                                              |      | | j                                           |
| Bamako Markt                                                         |      | | c                                           |
| Bamano                                                               |      | Züchter: Syngenta Crop Protection Ag | j, o                                        |
| Bambelo                                                              |      | Züchter: Marion Eble | j, o                                        |
| Bambino                                                              |      | Züchter: Gladkov Dmitrij Sergeevich | c, d, j, o                                  |
| Bambolino                                                            |      | | j                                           |
| Bambuco                                                              |      | Züchter: P.Breed.Int.Cambridge | j, o                                        |
| Bambus (oder: Es-3115)                                               |      | | j                                           |
| Bamby                                                                |      | Züchter: Nirit Seeds Ltd. | c, d, j, o                                  |
| Ban                                                                  |      | | j                                           |
| Banadora                                                             |      | Züchter: Syngenta Seeds B.V. | j                                           |
| Banan Krasnyj                                                        |      | Züchter: Gavrish Sergej Fedorovich, Morev Viktor Vasilievich, Amcheslavskaya Elena Valentinovna | j                                           |
| Banan Oranzhevyj                                                     |      | Züchter: Gavrish Sergej Fedorovich, Morev Viktor Vasilievich, Amcheslavskaya Elena Valentinovna, Volok Olga Anatolievna | j                                           |
| Banan Zheltyj                                                        |      | Züchter: Hovrin Aleksandr Nikolaevich, Tereshonkova Tatiyana Arkadievna, Klimenko Nikolaj Nikolaevich, Kostenko Aleksandr Nikolaevich | j                                           |
| Banana                                                               |      | | c, d, g, h                                  |
| Banana Cream                                                         |      | | c, d, e, f                                  |
| Banana Green                                                         |      | | c                                           |
| Banana Legs                                                          |      | Typ: Flaschentomate, Buschtomate. Frucht: bananenförmig, gelb mit hellgrünen Streifen. Fruchtgewicht: 45 bis 70 g. Züchter: Domaine Public (Fr) | c, d, e, f, g, h, j, n, o                   |
| Bananchik                                                            |      | Züchter: Kachajnik Vladimir Georgievich, Gul'Kin Mihail Nikolaevich, Karmanova Olga Alekseevna, Matyunina Svetlana Vladimirovna | j                                           |
| Bananen Platano De Australia                                         |      | | c                                           |
| Bananentomate                                                        |      | | n                                           |
| Banani                                                               |      | | c, d                                        |
| Banantschik                                                          |      | | c                                           |
| Bananu                                                               |      | | c, e                                        |
| Bananza                                                              |      | Züchter: Gavrish Sergej Fedorovich, Morev Viktor Vasilievich, Amcheslavskaya Elena Valentinovna, Degovtsova Tatiyana Vladimirovna, Volok Olga Anatolievna | j                                           |
| Banda                                                                |      | | j                                           |
| Banded Amazon                                                        |      | | d                                           |
| Bandera                                                              |      | Züchter: Les Graines Caillard Sa (Fr) | j                                           |
| Bandera F1                                                           |      | Züchter: S&G Seeds B.V. | j                                           |
| Bandido                                                              |      | | j                                           |
| Bandita                                                              |      | | j                                           |
| Bandola                                                              |      | | j                                           |
| Bandor                                                               |      | | j                                           |
| Bandung                                                              |      | | c, d                                        |
| Banesto                                                              |      | | j                                           |
| Bangalore Grape                                                      |      | | c, d                                        |
| Bangalore St. Marks Breakfast                                        |      | | c, d                                        |
| Bangani                                                              |      | | j                                           |
| Bangladesh Heart                                                     |      | | c, d                                        |
| Bangor                                                               |      | Züchter: Bakker Brothers Seeds | j                                           |
| Bangui                                                               |      | Züchter: Graines Gautier Sa (Fr) | j                                           |
| Banjan Roomii                                                        |      | | c, d                                        |
| Banjo                                                                |      | | j                                           |
| Banksia Queen                                                        |      | | c, d                                        |
| Banquet                                                              |      | | j                                           |
| Bantam                                                               |      | | j                                           |
| Banzai                                                               |      | | c, d, f                                     |
| Banzaj                                                               |      | Züchter: Gavrish Sergej Fedorovich, Morev Viktor Vasilievich, Amcheslavskaya Elena Valentinovna | j                                           |
| Baptysta                                                             |      | Züchter: Gautier Semences Sas (Fr) | j                                           |
| Baqueano                                                             |      | | j                                           |
| Bar Harbour Grape                                                    |      | | c                                           |
| Barad’s Yellow Large                                                 |      | | d                                           |
| Barada                                                               |      | Züchter: Syngenta Seeds B.V. | j                                           |
| Barakat                                                              |      | Züchter: Zeta Seeds, S.L. | j, o                                        |
| Barbados                                                             |      | Züchter: Rijk Zwaan Zaadteelt En Zaadhandel Bv (Nl) | j, o                                        |
| Barbados Rz (oder: 73-48)                                            |      | | j                                           |
| Barbaniaka                                                           |      | Züchter: Domaine Public (Fr) | c, d, j                                     |
| Barbara                                                              |      | Züchter: Petoseed Co Inc (Us) | j                                           |
| Barbara 1                                                            |      | | j                                           |
| Barbaro                                                              |      | Züchter: Takii Europe B.V. | j                                           |
| Barbaros                                                             |      | | j                                           |
| Barbarossa                                                           |      | Züchter: Tomato Colors Soc. Coop. | j                                           |
| Barberry                                                             |      | | c, e                                        |
| Barbie                                                               |      | Züchter: Hydrogrow Seeds Eood, | j                                           |
| Barbos                                                               |      | Züchter: Kachajnik Vladimir Georgievich, Gul'Kin Mihail Nikolaevich, Karmanova Olga Alekseevna, Matyunina Svetlana Vladimirovna | j                                           |
| Barby                                                                |      | | g, h                                        |
| Barby 9T8460                                                         |      | | j                                           |
| Barcelona                                                            |      | | j                                           |
| Bard’s Yellow Large                                                  |      | | c                                           |
| Barelli                                                              |      | | j                                           |
| Bärenpfote (oder: Medvezhia Lapa. Medvezhija Lapa. Medvezhiya Lapa)  |      | Züchter: Kfkh Svetlana, 630132, G.Novosibirsk, Ul.Cheliuskintsev, D. 15, K. 32, Russia | c, d, e, f, g, h, j                         |
| Baretta                                                              |      | | j                                           |
| Bargemont                                                            |      | Züchter: Domaine Public (Fr) | j                                           |
| Baribine                                                             |      | Züchter: Bontems Silvian | j, o                                        |
| Barin                                                                |      | Züchter: Lukiyanenko Anatolij Nikitovich, Dubinin Sergej Vladimirovich, Dubinina Irina Nikolaevna | j                                           |
| Bariton                                                              |      | Züchter: Gavrish Sergej Fedorovich, Dubinin Sergej Vladimirovich | j                                           |
| Baritu                                                               |      | | j                                           |
| Barley                                                               |      | | j, o                                        |
| Barlo                                                                |      | | j                                           |
| Barlow Jap                                                           |      | | c, d                                        |
| Barmalej                                                             |      | Züchter: Ugarova Svetlana Viktorovna, Dederko Vladimir Nikolaevich, Postnikova Olga Valentinovna | j                                           |
| Barnas                                                               |      | | j                                           |
| Barnaulskiy Konservnyi                                               |      | | c, d, g, h                                  |
| Barnes Mountain Orange                                               |      | | c, d                                        |
| Barnes Mountain Pink                                                 |      | | c, d                                        |
| Barnes Mountain Yellow                                               |      | | c, d                                        |
| Barnum                                                               |      | | j                                           |
| Barnyard                                                             |      | | c, d                                        |
| Barocco                                                              |      | | j                                           |
| Baron                                                                |      | Züchter: Clause Polska Sp. Z O.O. | j, o                                        |
| Baron Zeraim                                                         |      | | j                                           |
| Barone Rosso                                                         |      | Züchter: Tomato Colors Soc. Coop. | j                                           |
| Baronessa                                                            |      | Züchter: Lukiyanenko Anatolij Nikitovich, Dubinin Sergej Vladimirovich, Dubinina Irina Nikolaevna | j                                           |
| Baronie                                                              |      | Züchter: Rijk Zwaan B.V. | j                                           |
| Barq                                                                 |      | | j                                           |
| Barrio                                                               |      | Züchter: Zeta Seeds S.L. | j                                           |
| Barroco                                                              |      | Züchter: Zeraim Gedera Ltd (Il) | j, o                                        |
| Barry                                                                |      | Züchter: Les Graines Caillard Sa (Fr) | j                                           |
| Barry’s Crazy Cherry                                                 |      | | d                                           |
| Barselona                                                            |      | Züchter: Rijk Zwaan Welver GmbH, Werler Straße 1, D 59514 Welver, Germany | j, o                                        |
| Bartelly                                                             |      | Züchter: L. Vosselman | j                                           |
| Barteza                                                              |      | Züchter: Enza Zaden Beheer B.V. | j, o                                        |
| Bartolina                                                            |      | Züchter: Gautier Semences Sas (Fr) | j                                           |
| Bartolo                                                              |      | | j                                           |
| Bartolome                                                            |      | Züchter: Monsanto Holland B.V. | j, o                                        |
| Baryshnya-Krestiyanka                                                |      | Züchter: Gavrish Sergej Fedorovich, Kapustina Raisa Nikolaevna, Artemieva Galina Mihajlovna, Filimonova Yuliya Alekseevna, Redichkina Tatiyana Aleksandrovna, Kibanova Nataliya Alekseevna                                                                                    | j                                           |
| Bas                                                                  |      | | j                                           |
| Basar                                                                |      | | j                                           |
| Baschkirische Rose                                                   |      | | c                                           |
| Baschkirischer Schöner                                               |      | | c                                           |
| Baselbieter Roeteli                                                  |      | | f, g, h                                     |
| Baselbieter Röteli                                                   |      | | c, d, e                                     |
| Baselbiter Röteli                                                    |      | | n                                           |
| Basento                                                              |      | | j                                           |
| Bashaer                                                              |      | Züchter: Syngenta Seeds B.V. | j                                           |
| Bashkirskiy Krasavets                                                |      | | d                                           |
| Basilea                                                              |      | Züchter: Monsanto Vegetable Ip Management B.V. | j, o                                        |
| Basinga                                                              |      | Züchter: Domaine Public (Fr) | c, d, e, f, g, h, j                         |
| Baskak                                                               |      | Züchter: Gavrish Sergej Fedorovich, Kapustina Raisa Nikolaevna, Gladkov Dmitrij Sergeevich, Sedin Aleksej Anatolievich, Volkov Aleksandr Aleksandrovich, Semenova Anna Nikolaevna, Artemieva Galina Mihajlovna, Filimonova Yuliya Alekseevna                                  | j                                           |
| Basket                                                               |      | | h                                           |
| Basket King                                                          |      | Züchter: W Atlee Burpee Co | c, d, j, o                                  |
| Basket Tree                                                          |      | | f                                           |
| Basket Vee                                                           |      | | c, d, g, h                                  |
| Basma                                                                |      | | j                                           |
| Basrawya                                                             |      | | c, d                                        |
| Bassano                                                              |      | | j                                           |
| Bastia                                                               |      | | j                                           |
| Bastila                                                              |      | | j                                           |
| Bastion                                                              |      | Züchter: Gavrish Sergej Fedorovich, Morev Viktor Vasilievich, Amcheslavskaya Elena Valentinovna, Volok Olga Anatolievna | j, o                                        |
| Bastora                                                              |      | | j                                           |
| Batem Özçelik                                                        |      | | j                                           |
| Bateyo                                                               |      | Züchter: Monsanto Vegetable Ip Management B.V. | j, o                                        |
| Batia                                                                |      | Züchter: F.A.Hebrew Uni-B.Gurion | j, o                                        |
| Batista                                                              |      | | j                                           |
| Batistuta                                                            |      | Züchter: Enza Zaden Beheer B.V. | j, o                                        |
| Batjanja                                                             |      | | c                                           |
| Batman                                                               |      | Züchter: Clause - Tezier (Fr) | j                                           |
| Baton Rouge                                                          |      | | j, o                                        |
| Batool                                                               |      | Züchter: Enza Zaden Beheer B.V. | j                                           |
| Batory                                                               |      | Züchter: Plantico Hodowla I Nasiennictwo Ogrodnicze Zielonki Sp. Z O.O. | j                                           |
| Batsheba                                                             |      | Züchter: Hebrew Uni/Hazera | j, o                                        |
| Battaglia                                                            |      | Züchter: Nunhems B.V. | j, o                                        |
| Batterflyaj                                                          |      | Züchter: Andreeva Evgeniya Nikolaevna, Sysina Elena Artemievna, Nazina Sofiya Luisovna, Bogdanov Kirill Borisovich, Ushakova Mariya Ivanovna | j                                           |
| Battipaglia 0156                                                     |      | | g, h                                        |
| Battipaglia 0757                                                     |      | | g, h                                        |
| Battipagliese                                                        |      | | j                                           |
| Battito                                                              |      | Züchter: Olter Srl | j                                           |
| Baty                                                                 |      | | j                                           |
| Batyanya                                                             |      | Züchter: Botyaeva Galina Viktorovna, Dederko Vladimir Nikolaevich, Postnikova Olga Valentinovna | j                                           |
| Batyr                                                                |      | Züchter: Dubinin Sergej Vladimirovich, Kirillov Mihail Ivanovich, Dubinina Irina Nikolaevna | j, o                                        |
| Batysta                                                              |      | Züchter: Gautier Semences Sas (Fr) | j                                           |
| Bauerntomate Honduras                                                |      | | n                                           |
| Bauers Zufriedenheit                                                 |      | | n                                           |
| Bavariya                                                             |      | Züchter: Gavrish Sergej Fedorovich, Morev Viktor Vasilievich, Amcheslavskaya Elena Valentinovna | j                                           |
| Bavaro                                                               |      | | j                                           |
| Bawole Cerce                                                         |      | | e                                           |
| Bawole Serce                                                         |      | Züchter: Torseed Przedsiebiorstwo Nasiennictwa Ogrodniczego I Szkolkarstwa S.A. | j, n                                        |
| Bawole Serce II                                                      |      | Züchter: Przedsiebiorstwo Nasiennictwa Ogrodniczego I Szkolkarstwa Spolka Akcyjna W Upadlosci Likwidacyjnej | j                                           |
| Bawole Serdse                                                        |      | | c                                           |
| Baxter’s Early Bush Cherry                                           |      | Züchter: Walter Baxter Seed Company, Inc. | d, j, o                                     |
| Baya                                                                 |      | Züchter: Tezier Sa (Fr) | j                                           |
| Bayaderka                                                            |      | Züchter: Ignatova Svetlana Ilyinichna, Gorshkova Nina Sergeevna | j                                           |
| Bayan                                                                |      | Züchter: Kandoba Elena Evgenievna, Kandoba Aleksej Viktorovich | j                                           |
| Bayimpala (oder: V-119)                                              |      | | j                                           |
| Baylee                                                               |      | | j, o                                        |
| Bayon                                                                |      | | j                                           |
| Bayonne                                                              |      | | j                                           |
| Bazalt                                                               |      | Züchter: Plantico Hodowla I Nasiennictwo Ogrodnicze Zielonki Sp. Z O.O. | j                                           |
| Bazooka Ty                                                           |      | Züchter: Eugen Seed S.R.L. | j                                           |
| Bc 2                                                                 |      | | g, h                                        |
| Be Red                                                               |      | Züchter: Olter Srl | j                                           |
| Beaked / 2                                                           |      | | g, h                                        |
| Beall’s Gourmet                                                      |      | | o                                           |
| Beall’s Gourmet                                                      |      | Züchter: Frances B. Chesser | j                                           |
| Beam’s Yellow Pear                                                   |      | | c, d, f                                     |
| Bear Claw                                                            |      | | c, d, f                                     |
| Bear Creek                                                           |      | | c, d                                        |
| Bearo                                                                |      | | d                                           |
| Beat                                                                 |      | | j                                           |
| Beata F1                                                             |      | Züchter: Agri-Saaten GmbH | j, o                                        |
| Beatnick                                                             |      | | j, o                                        |
| Beatrice                                                             |      | Züchter: Yissum Research Dev Of The Hebrew University Of Jerusalem (Il) | j                                           |
| Beatriz                                                              |      | | j                                           |
| Beaufort                                                             |      | | j, o                                        |
| Beaumonde                                                            |      | Züchter: Rijk Zwaan Zaadteelt En Zaadhandel B.V. | j, o                                        |
| Beaute Blanche                                                       |      | Züchter: Domaine Public (Fr) | j                                           |
| Beautiful From Toggenburg                                            |      | | d                                           |
| Beautiful Tango                                                      |      | | c                                           |
| Beauty                                                               |      | Züchter: Nunza Bv | c, d, g, h, j, o                            |
| Beauty King                                                          |      | Züchter: Domaine Public (Fr) | c, d, e, f, g, h, j                         |
| Beauty Lottringa                                                     |      | | c, d                                        |
| Beauty Queen                                                         |      | Züchter: Domaine Public (Fr) | b, c, d, e, f, g, h, j                      |
| Beaverlodge 6806 Plum                                                |      | | c, d                                        |
| Beaverlodge 6808 Slicer                                              |      | | d                                           |
| Beaverlodge Slicer                                                   |      | | c                                           |
| Bebi                                                                 |      | Züchter: Maksimov Sergej Vasilievich, Tereshonkova Tatiyana Arkadievna, Klimenko Nikolaj Nikolaevich, Kostenko Aleksandr Nikolaevich | j                                           |
| Bebop                                                                |      | Züchter: Asgrow Seed Company (Us)/Bruinsma (Nl) | j, o                                        |
| Beckers Blaue                                                        |      | Fruchtgewicht: 200 bis 400 g | g, h                                        |
| Beckers Blaue Dolgener                                               |      | | c, d                                        |
| Bedouin                                                              |      | | c, d, e, f                                  |
| Bedous                                                               |      | Züchter: Rijk Zwaan Zaadteelt En Zaadhandel Bv (Nl) | j                                           |
| Beduin                                                               |      | Züchter: Andreeva Evgeniya Nikolaevna, Sysina Elena Artemievna, Nazina Sofiya Luisovna, Bogdanov Kirill Borisovich, Ushakova Mariya Ivanovna | j                                           |
| Beebop                                                               |      | Züchter: Seminis Veget.Seeds Inc | j                                           |
| Beef Bang                                                            |      | Züchter: Hm Clause Sa (Fr) | j, o                                        |
| Beef Taninges                                                        |      | Züchter: Domaine Public (Fr) | j                                           |
| Beefeater F1                                                         |      | | k                                           |
| Beefeater Yellow                                                     |      | | c, d                                        |
| Beefie                                                               |      | | j                                           |
| Beefmaster                                                           |      | Reifezeit: 80 Tage. | i (31. August 2016)                         |
| Beefmaster F1                                                        |      | | c, d                                        |
| Beefmaster Vfn                                                       |      | | j                                           |
| Beefsteak                                                            |      | Züchter: Domaine Public (Fr) | c, d, g, h, j, n                            |
| Beefsteak Big Yellow                                                 |      | | c, d                                        |
| Beefsteak Chuck’s Yellow                                             |      | | c                                           |
| Beefsteak Heirloom                                                   |      | | c, d                                        |
| Beefsteak Italian                                                    |      | | c                                           |
| Beefsteak Mexican                                                    |      | | c, d                                        |
| Beefsteak Old                                                        |      | | c, d                                        |
| Beefsteak Old Fashioned                                              |      | | c, d                                        |
| Beefsteak Pederson’s                                                 |      | | c                                           |
| Beefsteak Potato Leaf                                                |      | | c, d                                        |
| Beefsteak Red                                                        |      | | d                                           |
| Beefsteak Una Hartsock’s                                             |      | | d                                           |
| Beefsteak White                                                      |      | | d                                           |
| Beefsteak Yates                                                      |      | | d                                           |
| Beefsteak Yellow                                                     |      | | d                                           |
| Beeftek                                                              |      | | j                                           |
| Beep Bop                                                             |      | Züchter: Asgrow Seed Company (Us)/Bruinsma (Nl) | j                                           |
| Beethoven                                                            |      | Züchter: Hazera Genetics | j, o                                        |
| Begemot Malinovyj                                                    |      | Züchter: Lukiyanenko Anatolij Nikitovich, Dubinin Sergej Vladimirovich, Dubinina Irina Nikolaevna | j                                           |
| Beginner                                                             |      | | g, h                                        |
| Begunec                                                              |      | | j, o                                        |
| Begur                                                                |      | Züchter: Semillas Fito, S.A. | j, o                                        |
| Behemoth King                                                        |      | | c, d                                        |
| Behram                                                               |      | Züchter: Enza Zaden Beheer B.V. | j                                           |
| Beijing Yellow                                                       |      | | c, d, e, g, h                               |
| Bejbino                                                              |      | | j                                           |
| Bejsuzhok                                                            |      | Züchter: Gavrish Sergej Fedorovich, Morev Viktor Vasilievich, Amcheslavskaya Elena Valentinovna, Volok Olga Anatolievna, Gladkov Dmitrij Sergeevich | j                                           |
| Bekas                                                                |      | Züchter: Instytut Ogrodnictwa | j                                           |
| Bekkiely                                                             |      | Züchter: Hazera Seeds Ltd. | j                                           |
| Bel                                                                  |      | | j                                           |
| Bel Gold                                                             |      | | n                                           |
| Bel'Kanto                                                            |      | Züchter: Gavrish Sergej Fedorovich, Morev Viktor Vasilievich, Amcheslavskaya Elena Valentinovna, Volok Olga Anatolievna, Korol Valentin Grigorievich, Nesterovich Arkadij Nikolaevich                                                                                         | j                                           |
| Bela                                                                 |      | Züchter: H. Georgiev, B. Milkov | j                                           |
| Belaruse                                                             |      | | c, d                                        |
| Belarusian (oder: Bielo Russian. Belarussian. Byelorussian)          |      | | c, d, g, h                                  |
| Belarusian Baby                                                      |      | | c                                           |
| Belarusian Early                                                     |      | | c, d, f                                     |
| Belarusian Heart                                                     |      | | c, d, f                                     |
| Belarusskij Rannij                                                   |      | | c                                           |
| Belavita                                                             |      | Züchter: De Ruiter Zonen (Nl) | j                                           |
| Belcanto                                                             |      | | j                                           |
| Belco                                                                |      | | j                                           |
| Beldine                                                              |      | Züchter: Syngenta Seeds B.V. | j                                           |
| Beldor                                                               |      | | j                                           |
| Belén                                                                |      | | j                                           |
| Belfagor                                                             |      | Züchter: La Semiorto Sementi Srl | j                                           |
| Belfast                                                              |      | Züchter: Enza Zaden Beheer B.V. | j, o                                        |
| Belfast F1                                                           |      | Züchter: Enza Zaden | j, k                                        |
| Belga Be                                                             |      | | j, o                                        |
| Belgian Beauty                                                       |      | | c, d                                        |
| Belgian Farmer’s Beefsteak                                           |      | | c, d                                        |
| Belgian Farmers                                                      |      | | f                                           |
| Belgian Heart                                                        |      | | c, d                                        |
| Belgian Pounder                                                      |      | | c, d                                        |
| Belgin 805                                                           |      | | j                                           |
| Belgium Giant                                                        |      | Reifezeit: 88 Tage. | i (31. August 2016)                         |
| Belido                                                               |      | Züchter: Syngenta Crop Protection Ag | j, o                                        |
| Believe It Or Not                                                    |      | | c, d                                        |
| Belii Naliv                                                          |      | | k                                           |
| Belij Naliv                                                          |      | | n                                           |
| Belij Naliv 241                                                      |      | | c                                           |
| Belize                                                               |      | | j                                           |
| Belize Pink Heart                                                    |      | | c, d                                        |
| Belje Notschi                                                        |      | | c, f                                        |
| Belka                                                                |      | Züchter: Vlasov Aleksandr Stepanovich, Vlasova Tatiyana Gennadievna, Vinnichek Aleksandr Leonidovich | j                                           |
| Belkanto                                                             |      | Züchter: Np Nii Ovoshchevodstva Zashchishchennogo Grunta, 107061, G.Moskva, Ul.Suvorovskaia, D. 32/34, Str. 2, Russia; Ooo Agrofirma Gavrish, 103287, G.Moskva, Ul.2Aia Khutorskaia, D. 11, Str. 1, Russia                                                                    | j, o                                        |
| Bella                                                                |      | Züchter: Clause Semences Sa (Fr) | j                                           |
| Bella Alma                                                           |      | Züchter: Nikos Hatzopoulos | j                                           |
| Bella Bimba                                                          |      | | c, n                                        |
| Bella Luna                                                           |      | Züchter: Firma Grünewald | j                                           |
| Bella Rosa                                                           |      | | o                                           |
| Bella Rosa F1                                                        |      | | c, d, j                                     |
| Bella Rouge                                                          |      | Züchter: Hazera Genetics Ltd (Il)/Yissum Research Dev Of The Hebrew University Of Jerusalem (Il) | j                                           |
| Bellacio                                                             |      | Züchter: Gautier Semences S.A.S. | j, o                                        |
| Belladona                                                            |      | Züchter: Hazera Genetics (Il) | j                                           |
| Bellamia                                                             |      | Züchter: Hazera Genetics | j, o                                        |
| Bellarosa (oder: Bella Rosa)                                         |      | Züchter: Sakata Seed America Inc (Us) | e, g, h, j                                  |
| Bellastar                                                            |      | Züchter: Sakata Seed Corporation | j, o                                        |
| Bellato                                                              |      | | j                                           |
| Bellavisa                                                            |      | Züchter: Rijk Zwaan Zaadteelt En Zaadhandel Bv (Nl) | j                                           |
| Belle                                                                |      | Züchter: Ensa Zaden Beheer B.V., P.O. Box 7, 1600 Aa Enkhuizen, Haling 1, 1602 Db Enkhuizen, The Netherlands | j, o                                        |
| Belle Angerine                                                       |      | | g, h                                        |
| Belle Arlésienne                                                     |      | | c, g, h                                     |
| Belle De Pologne (oder: Belle Du Pologne)                            |      | | c, d                                        |
| Belle F1                                                             |      | Züchter: Enza Zaden | j, k                                        |
| Belle Inconnue                                                       |      | | c                                           |
| Bellestar                                                            |      | | c, d, g, h                                  |
| Bellevue                                                             |      | | j                                           |
| Belleza                                                              |      | | j                                           |
| Bellezza                                                             |      | Züchter: Clause Semences Sa (Fr) | j, o                                        |
| Bellfort                                                             |      | Züchter: Enza Zaden Beheer B.V. | j                                           |
| Bellina                                                              |      | | j                                           |
| Bellini                                                              |      | Züchter: Sativa Seeds & Services S.R.L. | j                                           |
| Bellino                                                              |      | Züchter: Cora Seeds S.R.L. | j                                           |
| Belliro                                                              |      | | j                                           |
| Bellissimo                                                           |      | | j                                           |
| Bellmonte                                                            |      | | j                                           |
| Bellorosso                                                           |      | | j                                           |
| Bellow                                                               |      | | c, d                                        |
| Belluga                                                              |      | | j                                           |
| Belluno                                                              |      | | j, o                                        |
| Belmez (oder: Bélmez)                                                |      | Züchter: Semillas Fito, S.A. | j, o                                        |
| Belmon                                                               |      | Züchter: Clause Semences Sa (Fr) | j                                           |
| Belmondo                                                             |      | | f, j                                        |
| Belmonte                                                             |      | Züchter: Southern Seed S.R.L. | b, c, d, e, j                               |
| Belmonty                                                             |      | | j                                           |
| Belo-Snezhnyj                                                        |      | | c                                           |
| Belogorskaya Slivka                                                  |      | Züchter: Sedyakov Mihail Valeriyanovich, Larina Galina Nikolaevna, Kovaleva Nadezhda Vladimirovna | j                                           |
| Belosnezhka                                                          |      | Züchter: Myazina Lyubov' Anatolievna | j                                           |
| Belote                                                               |      | Züchter: Tezier Sa (Fr) | j                                           |
| Belozernyj                                                           |      | Züchter: Tarasenkov Ivan Illarionovich, Bekov Rustam Hizrievich | j                                           |
| Belriccio                                                            |      | | a, j                                        |
| Belrosso                                                             |      | Züchter: Blumen Group | j                                           |
| Beltona                                                              |      | | j                                           |
| Beluga                                                               |      | Züchter: Novartis Seeds Bv (Nl) | j                                           |
| Belvil                                                               |      | Züchter: Vilmorin Sa (Fr) | j                                           |
| Belye Nochi                                                          |      | Züchter: Kononov Aleksandr Nikolaevich, Krasnikov Leonid Georgievich | d, j                                        |
| Belyj Lotos                                                          |      | Züchter: Andreeva Evgeniya Nikolaevna, Nazina Sofiya Luisovna, Ushakova Mariya Ivanovna, Andreeva Anzhelika Nikolaevna | j                                           |
| Belyj Naliv (oder: Belyi Naliv)                                      |      | | d, g, h                                     |
| Belyj Naliv 241                                                      |      | Züchter: Kryuchkov Anatolij Vasilievich, Tarakanov German Ivanovich, Panova Mariya Dmitrievna | j, o                                        |
| Belzebu (oder: Belzebú)                                              |      | | j                                           |
| Bemo                                                                 |      | | j                                           |
| Ben Gantz                                                            |      | | c, d                                        |
| Ben-Hur                                                              |      | Züchter: C.R.A. - Centro Di Ricerca Per L'Orticoltura (Pontecagnano, Sa) | j                                           |
| Benal                                                                |      | | j                                           |
| Benarys Gartenfreude                                                 |      | | c, g, h, n                                  |
| Benatar                                                              |      | Züchter: Enza Zaden Beheer B.V. | j                                           |
| Bendida                                                              |      | Züchter: Chavdar Georgiev | j                                           |
| Benefis                                                              |      | Züchter: Myazina Lyubov' Anatolievna | j                                           |
| Benefit                                                              |      | | j                                           |
| Benevita                                                             |      | | j, o                                        |
| Benewah                                                              |      | | c, d, g, h                                  |
| Benfica                                                              |      | | j, o                                        |
| Bengal                                                               |      | Züchter: Vikima Seed A.S. | j                                           |
| Bengala                                                              |      | Züchter: Mario Faraone Mennella | j, o                                        |
| Bengodi                                                              |      | Züchter: De Ruiter Seeds Nl B.V. | j, o                                        |
| Benicio                                                              |      | Züchter: Graines Gautier Sa (Fr) | j                                           |
| Benissoinante                                                        |      | | c, d                                        |
| Benito                                                               |      | Züchter: Bejo Zaden B.V. | j, o                                        |
| Benito F1                                                            |      | | j                                           |
| Benitta                                                              |      | | j                                           |
| Benny                                                                |      | Züchter: Southern Seed S.R.L. | j                                           |
| Benteveo                                                             |      | | j                                           |
| Bentse                                                               |      | Züchter: Rijk Zwaan Welver GmbH, Werler Straße 1, D 59514 Welver, Germany | j, o                                        |
| Benvenitos Cantina                                                   |      | | c                                           |
| Benvenutos Cantina                                                   |      | | n                                           |
| Beo                                                                  |      | | o                                           |
| Beorange                                                             |      | Züchter: Bosch Ben Van Den | c, j                                        |
| Berao Dark Star                                                      |      | | e                                           |
| Berberana                                                            |      | Züchter: Enza Zaden Beheer B.V. (Nl) | j                                           |
| Bercampo                                                             |      | | j                                           |
| Berdskiy Krupnyi                                                     |      | | c, d                                        |
| Berdy                                                                |      | Züchter: Les Graines Caillard Sa (Fr) | j                                           |
| Berea German                                                         |      | | d                                           |
| Bereg Dona                                                           |      | Züchter: Tarasenkov Ivan Illarionovich, Bekov Rustam Hizrievich, Garmashova Aleksandra Petrovna, Yurov Anatolij Ivanovich | j                                           |
| Bereg Kubani                                                         |      | Züchter: Bekov Rustam Hizrievich, Gish Ruslan Ajdamirovich, Sanina Olga Garievna | j                                           |
| Beren                                                                |      | | j                                           |
| Berenguel                                                            |      | Züchter: Top Seedds 2010 Ltd. Moshav Sharona 15232. Izrael | j, o                                        |
| Berg                                                                 |      | | c, d                                        |
| Berga                                                                |      | Züchter: Vilmorin S.A. | j                                           |
| Bergerac                                                             |      | Züchter: Lamboseeds S.R.L. | j                                           |
| Bergtop                                                              |      | | j                                           |
| Beria                                                                |      | | j                                           |
| Berick                                                               |      | | c, d                                        |
| Berika                                                               |      | Züchter: Bistra Atanasova | j                                           |
| Beril                                                                |      | | j, o                                        |
| Beril F1                                                             |      | Züchter: Rijk Zwan | k                                           |
| Berk                                                                 |      | | j                                           |
| Berkeley Tie Dye                                                     |      | Züchter: Domaine Public (Fr) | c, d, e, g, h, j                            |
| Berkeley Tie Dye Green (oder: Green Berkeley Tie Dye)                |      | Züchter: Brad Gates (USA), grüne Variante der Berkeley Tie Dye | c                                           |
| Berkeley Tie Dye Heart                                               |      | | c, d, e                                     |
| Berkeley Tie Dye Pink                                                |      | | b, c, d, e, f                               |
| Berkeley Tie Dye Red                                                 |      | | c, d                                        |
| Berkshire Oxheart                                                    |      | | c, d                                        |
| Berkshire Polish                                                     |      | | c, d                                        |
| Berkshire Polish Beefsteak                                           |      | | d                                           |
| Berlinto                                                             |      | Züchter: Rijk Zwaan Zaadteelt En Zaadhandel B.V. | j, o                                        |
| Bermello                                                             |      | Züchter: Rijk Zwaan Zaadteelt En Zaadhandel B.V. | j, o                                        |
| Bermuda                                                              |      | | j                                           |
| Bernadine                                                            |      | Züchter: (Aro) Volcani Institute | j, o                                        |
| Bernardini Paste                                                     |      | | d                                           |
| Bernardo                                                             |      | | j                                           |
| Bernemo                                                              |      | | j                                           |
| Berner Kirschen                                                      |      | | c, d                                        |
| Berner Rose                                                          |      | Züchter: Werner Trojahn, Bremgarten (BE), Schweiz, 1946 | b, c, d, e, f, g, h, j                      |
| Berni                                                                |      | | j                                           |
| Bernice Ha 3444                                                      |      | | j, o                                        |
| Berniss                                                              |      | Züchter: Yissum Research Dev Of The Hebrew University Of Jerusalem (Il) | j                                           |
| Berno                                                                |      | | j, o                                        |
| Bernskaya Roza                                                       |      | Züchter: Tarasov Yurij Dmitrievich | j                                           |
| Bernstein                                                            |      | | c                                           |
| Berosso                                                              |      | | j, o                                        |
| Berry                                                                |      | | j                                           |
| Bersola                                                              |      | Züchter: Frits Herlaar | j, o                                        |
| Bersola F1                                                           |      | Züchter: Enza Zaden | j, k                                        |
| Berta                                                                |      | Züchter: Western Seed España, S.A. | j, o                                        |
| Bertucchi 781                                                        |      | | c                                           |
| Berugurapu                                                           |      | Züchter: Sasaki Seiko | j, o                                        |
| Bervito                                                              |      | | j                                           |
| Berwick German                                                       |      | | c, d, e, g, h                               |
| Beryl                                                                |      | | j                                           |
| Besdeli                                                              |      | | j                                           |
| Besor                                                                |      | Züchter: A.R.O. The Volcani Center | j, o                                        |
| Besser                                                               |      | | b, c, d, e, g, h, n                         |
| Besser Select                                                        |      | | e                                           |
| Best Boy Hybrid                                                      |      | Hybridsorte | c                                           |
| Best Of All                                                          |      | | b, c, g, h, j, n, o                         |
| Bestal                                                               |      | | g, h                                        |
| Beste                                                                |      | | j                                           |
| Beste Von Allen                                                      |      | | g, h                                        |
| Bestial                                                              |      | Züchter: Diamond Seeds, S.L. | j, o                                        |
| Bestom                                                               |      | | j                                           |
| Bestona                                                              |      | | j                                           |
| Beta                                                                 |      | Züchter: Krakowska Hodowla I Nasiennictwo Ogrodnicze Polan Sp. Z O.O. | c, d, g, h, j                               |
| Beta 666                                                             |      | | j                                           |
| Beta 888 (oder: Agb 120)                                             |      | | j                                           |
| Beta 9009                                                            |      | | j                                           |
| Betalux                                                              |      | Züchter: Szkola Glowna Gospodarstwa Wiejskiego | c, d, g, h, j                               |
| Betalyuks                                                            |      | Züchter: Dubinin Sergej Vladimirovich, Kirillov Mihail Ivanovich | j                                           |
| Betania                                                              |      | Züchter: Sakata Seed America Inc (Us) | j                                           |
| Betatini                                                             |      | | j                                           |
| Betimes Macbeth                                                      |      | | c, d, f                                     |
| Betina                                                               |      | Züchter: Agro-Tip Handels U. Consultigges Mbh | g, h, j                                     |
| Beton                                                                |      | | j                                           |
| Betta                                                                |      | Züchter: Gavrish Sergej Fedorovich, Morev Viktor Vasilievich, Amcheslavskaya Elena Valentinovna | e, g, h, j                                  |
| Better Boy                                                           |      | Reifezeit: 75 Tage. | c, i (31. August 2016), j                   |
| Better Boy F1                                                        |      | | d                                           |
| Better Boy Vfn                                                       |      | | j                                           |
| Better Bush F1                                                       |      | | c, d                                        |
| Betty                                                                |      | Züchter: Genesis Seeds Ltd (Il) | j                                           |
| Betty F1                                                             |      | Züchter: Genesis Seeds Ltd (Il) | j                                           |
| Bettyna                                                              |      | Züchter: Hazera Genetics | j, o                                        |
| Beutelförmige Aus Persien                                            |      | | c                                           |
| Beutelförmige Gerippte Aus New York                                  |      | | c                                           |
| Beuteltomate                                                         |      | | n                                           |
| Beuteltomate Aus El Salvador                                         |      | | c, d, f, m                                  |
| Beuteltomate Aus Italien                                             |      | | f                                           |
| Beuteltomate Aus Peru                                                |      | | f                                           |
| Beverly                                                              |      | | j                                           |
| Beya                                                                 |      | Züchter: Sakata Vegenetics (Pty) Ltd (Za)/Sakata Seed Sudamerica Ltd (Br) | j                                           |
| Beymes Erntesegen                                                    |      | | c, g, h                                     |
| Beyond Verde Claro                                                   |      | | c, d                                        |
| Beysin                                                               |      | | j                                           |
| Bezrazmernyi                                                         |      | | c, d                                        |
| Bg Dea                                                               |      | Züchter: Velichka Rodeva, Jivko Danailov, Stanislava Grozeva | j                                           |
| Bg Rozov Ideal                                                       |      | Züchter: Yordanka Tosheva | j                                           |
| Bhima                                                                |      | | j                                           |
| Bhn 103                                                              |      | | j                                           |
| Bhn 110                                                              |      | | j                                           |
| Bhn 111                                                              |      | | j                                           |
| Bhn 114                                                              |      | | j                                           |
| Bhn 1640 N                                                           |      | | c                                           |
| Bhn 301                                                              |      | | j                                           |
| Bhn 589 F1                                                           |      | | c, d                                        |
| Bhn 640 F1                                                           |      | | d                                           |
| Bhn 69                                                               |      | | j                                           |
| Bhn 7                                                                |      | | j                                           |
| Bhn 81                                                               |      | | j                                           |
| Bhn 86                                                               |      | | j                                           |
| Bhn 98                                                               |      | | j                                           |
| Bianca                                                               |      | | b, c, d, e, g, h, j, n                      |
| Bianca Cherry                                                        |      | | f, m                                        |
| Bianca Grande                                                        |      | | c, d, e                                     |
| Biatlon                                                              |      | Züchter: Gavrish Sergej Fedorovich, Morev Viktor Vasilievich, Amcheslavskaya Elena Valentinovna, Degovtsova Tatiyana Vladimirovna, Volok Olga Anatolievna | j, o                                        |
| Bibby Star                                                           |      | Züchter: Firma Grünewald | j                                           |
| Bibi                                                                 |      | | d, j                                        |
| Bibor (oder: Bíbor)                                                  |      | Züchter: Zoldesegtermesztesi Kutato Intezet Rt (Hu) | c, d, g, h, j                               |
| Bibor Cherry                                                         |      | | e                                           |
| Bichij Lob                                                           |      | | c                                           |
| Bicij Lob                                                            |      | | e, f                                        |
| Bicje Serdze                                                         |      | | n                                           |
| Bicolor (oder: Bi-Color)                                             |      | | g, h                                        |
| Bicolor Cherry                                                       |      | | c, d                                        |
| Bides N.W.C.                                                         |      | | g, h                                        |
| Biesan                                                               |      | | j                                           |
| Bif                                                                  |      | | j                                           |
| Bifa                                                                 |      | Züchter: Graines Gautier Sa (Fr) | j, o                                        |
| Bifshteks                                                            |      | Züchter: Ognev Valerij Vladimirovich, Klimenko Nikolaj Nikolaevich, Kostenko Aleksandr Nikolaevich | j                                           |
| Big 925 Inta                                                         |      | | j                                           |
| Big A Sandy                                                          |      | | c, d                                        |
| Big Apple                                                            |      | | c, d                                        |
| Big Arrow                                                            |      | | c                                           |
| Big Beef                                                             |      | | c, d, j                                     |
| Big Beef F1                                                          |      | | d                                           |
| Big Ben                                                              |      | | c, d, f                                     |
| Big Ben No. 1                                                        |      | | d                                           |
| Big Ben Red                                                          |      | | d                                           |
| Big Bill                                                             |      | | d                                           |
| Big Bite                                                             |      | | c, d                                        |
| Big Boy                                                              |      | | c, d, j, o                                  |
| Big Boy F1                                                           |      | | d                                           |
| Big Boy Giant Hybrid                                                 |      | | j                                           |
| Big Cheef                                                            |      | | c, d                                        |
| Big Cheef Pink Potato Leaf (oder: Big Cheef Pink Potatoe Leaf)       |      | | c, d                                        |
| Big China                                                            |      | | c, d                                        |
| Big Daddy                                                            |      | | j                                           |
| Big Dark                                                             |      | | c                                           |
| Big Early Hybrid                                                     |      | | j                                           |
| Big Foot                                                             |      | Züchter: Rijk Zwaan Z.Z. B.V. | j, o                                        |
| Big Force                                                            |      | | j, o                                        |
| Big Ghost                                                            |      | | c                                           |
| Big Golden Delicious                                                 |      | | c, d                                        |
| Big Green                                                            |      | | j                                           |
| Big Green Dwarf                                                      |      | | c, d                                        |
| Big Italian Plum                                                     |      | | c, d                                        |
| Big King                                                             |      | | j                                           |
| Big League                                                           |      | | j                                           |
| Big Mama                                                             |      | | c, j                                        |
| Big Mama F1                                                          |      | | d                                           |
| Big Master                                                           |      | Züchter: Pubblico Dominio | j                                           |
| Big Month                                                            |      | | c, d                                        |
| Big Orange                                                           |      | | c, d, e, g, h                               |
| Big Orange Bicolor (oder: Sse 194)                                   |      | | c, d                                        |
| Big Orange Cool Ridge                                                |      | | c, d                                        |
| Big Orange From Amuz                                                 |      | | f, g, h                                     |
| Big Orange Stripe                                                    |      | | c, d                                        |
| Big Pack                                                             |      | | j                                           |
| Big Power                                                            |      | Züchter: Rijk Zwaan Z.Z. B.V. | j, o                                        |
| Big Purple                                                           |      | | c, d                                        |
| Big Rainbow                                                          |      | Züchter: Domaine Public (Fr) | b, c, d, e, f, g, h, j, m, n                |
| Big Raspberry                                                        |      | | c, d                                        |
| Big Ray’s Argentina Paste                                            |      | | c, d                                        |
| Big Red                                                              |      | Züchter: Olter Srl | d, j                                        |
| Big Red Tomato                                                       |      | | c                                           |
| Big Rio                                                              |      | | j, o                                        |
| Big Rio 2000                                                         |      | | j, o                                        |
| Big Rosy Underwood                                                   |      | | c, e, g, h                                  |
| Big Sandy                                                            |      | | e                                           |
| Big Set                                                              |      | | c, d                                        |
| Big Size                                                             |      | | c                                           |
| Big Soriano                                                          |      | | j, o                                        |
| Big Star                                                             |      | | j                                           |
| Big Strike                                                           |      | Züchter: Neuman Seed International (Us) | j                                           |
| Big Sungold                                                          |      | | d, g, h                                     |
| Big Sungold Orange                                                   |      | | m                                           |
| Big Sungold Pl                                                       |      | | c                                           |
| Big Sungold Potato Leaf                                              |      | | d                                           |
| Big Sungold Red                                                      |      | | c, m                                        |
| Big Sungold Select                                                   |      | | c, d, e, f                                  |
| Big Tiger                                                            |      | | c, d                                        |
| Big White                                                            |      | | c, d                                        |
| Big White Pink Stripes (oder: Big White Pink Striped)                |      | Züchter: Domaine Public (Fr) | c, d, e, f, g, h, j, m, n                   |
| Big White Wonder                                                     |      | | n                                           |
| Big Yellow                                                           |      | | c, d                                        |
| Big Yellow Pink Stripes                                              |      | | c, m                                        |
| Big Yellow Simpson                                                   |      | | c, d                                        |
| Big Yellow Zebra                                                     |      | | c, d, e, f                                  |
| Big Zac                                                              |      | | c, d                                        |
| Big Zac F4                                                           |      | | f                                           |
| Big Zac Yellow                                                       |      | | c, e                                        |
| Big Zebra                                                            |      | | c, d, m                                     |
| Bigara                                                               |      | Züchter: Gautier Semences Sas (Fr) | j                                           |
| Bigdena                                                              |      | | j, o                                        |
| Bigenza                                                              |      | Züchter: Enza Zaden Beheer B.V. | j                                           |
| Bigoranzh                                                            |      | Züchter: Alekseev Yurij Borisovich | j                                           |
| Bigram                                                               |      | Züchter: Semillas Fitó S.A. | j, o                                        |
| Bigram Sw                                                            |      | Züchter: Semillas Fito, S.A. | j, o                                        |
| Bigua                                                                |      | | j                                           |
| Biguine                                                              |      | Züchter: Novartis Seeds Bv (Nl) | j                                           |
| Bijou                                                                |      | Züchter: Zeraim Gedera Ltd (Il) | j                                           |
| Bijskij Krasnyi                                                      |      | | g, h                                        |
| Bijskij Plum (oder: Biskij Plum)                                     |      | | c, d                                        |
| Bijskij Rozan                                                        |      | Züchter: Kudryavtseva Galina Aleksandrovna, Fotev Yurij Valentinovich, Kotel'Nikova Marina Aleksandrovna, Kondakov Sergej Nikolaevich | j                                           |
| Bijskij Zheltyj (oder: Bijskij Zeltij. Biskiy Zeltiy)                |      | | c, d, g, h                                  |
| Bikini                                                               |      | Züchter: Gautier Semences Sas (Fr) | j, o                                        |
| Bilal 9T9443                                                         |      | | j                                           |
| Bilbo                                                                |      | | j                                           |
| Bilder                                                               |      | | d                                           |
| Bilders                                                              |      | | c, e, g, h                                  |
| Biliardino                                                           |      | Züchter: Azienda Agricola Farao Di Renato Faraone Mennella | j                                           |
| Biliardo                                                             |      | | j                                           |
| Bill’s Berkeley Pink                                                 |      | | c, d                                        |
| Billur                                                               |      | | j                                           |
| Billy                                                                |      | | j                                           |
| Bilquis                                                              |      | | j                                           |
| Bim Bom                                                              |      | Züchter: Gavrish Sergej Fedorovich, Morev Viktor Vasilievich, Amcheslavskaya Elena Valentinovna, Degovtsova Tatiyana Vladimirovna, Volok Olga Anatolievna, Vasilieva Margarita Yurievna                                                                                       | j                                           |
| Bimba                                                                |      | | j                                           |
| Bing Cherry                                                          |      | | c, d, e, f                                  |
| Bingo                                                                |      | Züchter: Consorzio Sativa Societá Cooperativa Agricola | j, o                                        |
| Biocard                                                              |      | Züchter: Syngenta Seeds B.V. | j                                           |
| Biokan                                                               |      | | j                                           |
| Bioköy                                                               |      | | j                                           |
| Biola                                                                |      | | j                                           |
| Biotyl                                                               |      | Züchter: Vilmorin, S.A. | j, o                                        |
| Bipinnata                                                            |      | | g, h                                        |
| Bipri 714                                                            |      | | g, h                                        |
| Birba                                                                |      | Züchter: Isi Sementi Spa | j                                           |
| Birce                                                                |      | | j                                           |
| Birch                                                                |      | | g, h                                        |
| Birdie                                                               |      | | j                                           |
| Birikino                                                             |      | | j                                           |
| Birillo                                                              |      | Züchter: Lamboseeds S.R.L. | j                                           |
| Birjnesekutsky                                                       |      | | d                                           |
| Birjucekutskij                                                       |      | | g, h                                        |
| Birjucekutskij 20                                                    |      | | g, h                                        |
| Birjucekutskij 414                                                   |      | | g, h                                        |
| Birjucekutskij 67                                                    |      | | g, h                                        |
| Birloque                                                             |      | Züchter: Doug Heath | j, o                                        |
| Birnenförmige Gelbe                                                  |      | | g, h                                        |
| Birnentomate (oder: Gruschevyi)                                      |      | | n                                           |
| Birnentomate Gelb                                                    |      | | n                                           |
| Birnentomate Rot                                                     |      | | n                                           |
| Birsen                                                               |      | Züchter: Syngenta Seeds B.V. | j                                           |
| Biruinza                                                             |      | | g, h                                        |
| Bischok                                                              |      | | c                                           |
| Bisena                                                               |      | Züchter: Produkcja I Hodowla Roslin Ogrodniczych Krzeszowice Sp. Z O.O. | j                                           |
| Biser                                                                |      | Züchter: Zhidkova Valentina Andreevna, Mihed Valentina Stepanovna, Altuhov Yurij Petrovich | j                                           |
| Bishop                                                               |      | | j                                           |
| Bishop’s Castle Swiss Red                                            |      | | c, d                                        |
| Bisigiano                                                            |      | | f                                           |
| Bisignano                                                            |      | | c, d                                        |
| Bisignano 2                                                          |      | | c, d                                        |
| Biskaja Rosa                                                         |      | | c                                           |
| Biskvit                                                              |      | Züchter: Andreeva Evgeniya Nikolaevna, Nazina Sofiya Luisovna, Ushakova Mariya Ivanovna, Andreeva Anzhelika Nikolaevna | j                                           |
| Bison                                                                |      | Züchter: Gautier Semences Sas (Fr) | c, d, e, f, g, h, j                         |
| Bistro                                                               |      | Züchter: Dr. Ottfried Dressler | c, f, g, h, j                               |
| Bistrol                                                              |      | | j                                           |
| Bit                                                                  |      | Züchter: S.A.I.S. Societá Agricola Italiana Sementi | j, o                                        |
| Bite Size                                                            |      | | j                                           |
| Bitonto                                                              |      | Züchter: J. D. Burrows | j, o                                        |
| Bitor                                                                |      | Züchter: Semillas Fito, S.A. | j, o                                        |
| Bitschi Glas                                                         |      | | c                                           |
| Bitschok                                                             |      | | c                                           |
| Bityug                                                               |      | Züchter: Gavrish Sergej Fedorovich, Morev Viktor Vasilievich, Amcheslavskaya Elena Valentinovna, Volok Olga Anatolievna, Korol Valentin Grigorievich | j                                           |
| Biwolsko Sertse (oder: Bivolsko Sartse)                              |      | | c, d, j                                     |
| Bixio                                                                |      | | j                                           |
| Biya                                                                 |      | Züchter: Kotel'Nikova Marina Aleksandrovna, Kondakov Sergej Nikolaevich | j                                           |
| Biyskaya Roza                                                        |      | | d                                           |
| Biyufort                                                             |      | | j                                           |
| Bizantino                                                            |      | Züchter: Syngenta Participations Ag | j                                           |
| Bizarr                                                               |      | Züchter: Seminis Vegetable Seeds Inc. | j, o                                        |
| Bizimköy 1                                                           |      | | j                                           |
| Bizimköy 2                                                           |      | | j                                           |
| Biznes Ledi                                                          |      | Züchter: Botyaeva Galina Viktorovna, Dederko Vladimir Nikolaevich, Postnikova Tatiyana Nikolaevna | j                                           |
| Bizon Chernyj                                                        |      | Züchter: Hovrin Aleksandr Nikolaevich, Tereshonkova Tatiyana Arkadievna, Klimenko Nikolaj Nikolaevich, Kostenko Aleksandr Nikolaevich | j                                           |
| Bizon Oranzhevyj                                                     |      | Züchter: Hovrin Aleksandr Nikolaevich, Tereshonkova Tatiyana Arkadievna, Klimenko Nikolaj Nikolaevich, Kostenko Aleksandr Nikolaevich | j                                           |
| Bizon Zheltyj                                                        |      | Züchter: Hovrin Aleksandr Nikolaevich, Tereshonkova Tatiyana Arkadievna, Klimenko Nikolaj Nikolaevich, Kostenko Aleksandr Nikolaevich | j                                           |
| Bkx                                                                  |      | | c, d                                        |
| Bl 8 (oder: Magnum)                                                  |      | | c, d                                        |
| Blaby                                                                |      | | g, h                                        |
| Blaby Special                                                        |      | | c, d                                        |
| Black                                                                |      | | c, d                                        |
| Black Aisberg                                                        |      | | d                                           |
| Black Altai                                                          |      | | c, d, e, g, h                               |
| Black And Brown Boar                                                 |      | | c, d                                        |
| Black And Red Boar                                                   |      | | c, d, e, f                                  |
| Black And Sweet                                                      |      | | c, d                                        |
| Black Anna                                                           |      | | d                                           |
| Black Apple (oder: Chernoe Yabloko)                                  |      | | d, n                                        |
| Black Bear                                                           |      | | c, d, e, f, n                               |
| Black Bell                                                           |      | | c, d                                        |
| Black Brae                                                           |      | | c, d                                        |
| Black Brandywine X Green Zebra                                       |      | | c                                           |
| Black Brandywine X Green Zebra F1                                    |      | | d                                           |
| Black Brandywine, Regular Leaf                                       |      | | d                                           |
| Black Burgundy                                                       |      | | c, d                                        |
| Black Cherokee                                                       |      | | n                                           |
| Black Cherokee Tiger                                                 |      | | c, e                                        |
| Black Cherry                                                         |      | Typ: Stabtomate, Kirschtomate. Fruchtgewicht: bis 20 g. Züchter: Domaine Public (Fr) | b, c, d, e, f, g, h, j, m                   |
| Black Cherry X Green Zebra                                           |      | | d                                           |
| Black Crimson                                                        |      | | d, g, h                                     |
| Black Cross                                                          |      | | d                                           |
| Black Date                                                           |      | | e                                           |
| Black Early                                                          |      | | c, d                                        |
| Black Elephant                                                       |      | | c, d, f                                     |
| Black Elephant, Regular Leaf                                         |      | | d                                           |
| Black Emperor                                                        |      | | c, d, f                                     |
| Black Ethiopian (oder: Black Aethiopian)                             |      | | c, d, e, f, g, h, n                         |
| Black From Tula                                                      |      | Züchter: Domaine Public (Fr) | b, c, d, e, g, h, j, m, n                   |
| Black From Tula Potato Leaf                                          |      | | d                                           |
| Black Giant                                                          |      | | c, d                                        |
| Black Granny                                                         |      | | e                                           |
| Black Heart (oder: Blackheart. Chernoe Serdtse)                      |      | Züchter: Syngenta Seeds B.V. | d, f, g, h, j, o                            |
| Black Hole Sun                                                       |      | | c, e                                        |
| Black Iceberg                                                        |      | | b, c, f                                     |
| Black Icicle                                                         |      | | c, d, e, f                                  |
| Black Jack                                                           |      | Züchter: Esasem | j                                           |
| Black Macigno                                                        |      | Züchter: Syngenta Seeds B.V. | j, o                                        |
| Black Magic                                                          |      | | c, d, e                                     |
| Black Mamba                                                          |      | | c, d                                        |
| Black Mammoth                                                        |      | | c, e                                        |
| Black Marr                                                           |      | | m                                           |
| Black Master                                                         |      | | c, d, e                                     |
| Black Mavr                                                           |      | | c, e, g, h                                  |
| Black Molly                                                          |      | Züchter: Syngenta Seeds B.V. | j, o                                        |
| Black Moor                                                           |      | | d                                           |
| Black Mountain Pink                                                  |      | | c, d, e, f                                  |
| Black Mystery                                                        |      | | c, d                                        |
| Black Opal                                                           |      | | c, d, e, j                                  |
| Black Pear                                                           |      | | c, d, e, g, h, m, n                         |
| Black Pearl                                                          |      | Züchter: Tomatech R&D Israel L.T.D. | c, e, j, o                                  |
| Black Pearl F1                                                       |      | | d                                           |
| Black Plum (oder: Prune Noire)                                       |      | | b, c, d, e, f, g, h, j, m, n, o             |
| Black Plum X Black Zebra                                             |      | | d                                           |
| Black Plum Zebra                                                     |      | | c                                           |
| Black Prince X Cherokee Purple                                       |      | | c, d                                        |
| Black Queen                                                          |      | | f                                           |
| Black Red Boar                                                       |      | | g, h                                        |
| Black Rider                                                          |      | Züchter: Syngenta Seeds B.V. | j, o                                        |
| Black Roma                                                           |      | | c, d, f                                     |
| Black Ruffled                                                        |      | | c, d                                        |
| Black Russian                                                        |      | | c, d, e, g, h, n                            |
| Black Sea Man                                                        |      | Züchter: Domaine Public (Fr) | j                                           |
| Black Seaman (oder: Black Sea Man)                                   |      | Herkunft: Russland. Reifezeit: 75 Tage. | b, c, d, e, f, g, h, i (31. August 2016), n |
| Black Shadow                                                         |      | | d                                           |
| Black Star (oder: Blackstar)                                         |      | | c, d                                        |
| Black Tiger                                                          |      | | c                                           |
| Black Tom                                                            |      | | c, d                                        |
| Black Tomato                                                         |      | | c, e, g, h                                  |
| Black Trifele 2                                                      |      | Züchter: Reinsaat Kg | j                                           |
| Black Trüffel                                                        |      | | f                                           |
| Black Velvet                                                         |      | | n                                           |
| Black Vernissage                                                     |      | | c, f                                        |
| Black Wings                                                          |      | | j                                           |
| Black Yum Yum                                                        |      | | c, d                                        |
| Black Zebra                                                          |      | Züchter: Domaine Public (Fr) | b, c, d, e, f, g, h, j, m, n                |
| Black Zebra Cherry                                                   |      | | c, d, e, f                                  |
| Black Zebra Cocktail                                                 |      | Züchter: Domaine Public (Fr) | j                                           |
| Black Zebra X Black Plum                                             |      | | c, d                                        |
| Blackberry                                                           |      | | c, d                                        |
| Blackfoot                                                            |      | | c, d                                        |
| Blackhawk                                                            |      | | c, d                                        |
| Blackkiss 50                                                         |      | Züchter: Parkbyeongseon | j, o                                        |
| Blagodatnyj                                                          |      | Züchter: Kondratieva Irina Yurievna, L'Vova Alina Yurievna, Ahmedova Bade Abdulovna, Engalychev Myazar Rinatovich | j                                           |
| Blagorodnyj Prints                                                   |      | Züchter: Lukiyanenko Anatolij Nikitovich, Dubinin Sergej Vladimirovich, Dubinina Irina Nikolaevna | j                                           |
| Blagovest                                                            |      | Züchter: Gavrish Sergej Fedorovich, Morev Viktor Vasilievich, Amcheslavskaya Elena Valentinovna | c, j, n                                     |
| Blair Forcing                                                        |      | | g, h                                        |
| Blanche A Feuille De Pommes De Terre                                 |      | | d                                           |
| Blanche D’Anvers                                                     |      | | c                                           |
| Blanche De Prusse                                                    |      | | c, d                                        |
| Blanche De Yan (oder: Blanche Yan)                                   |      | | c, d                                        |
| Blanche Du Canada                                                    |      | | c                                           |
| Blanche Du Quebec                                                    |      | | c, d                                        |
| Blane’s The Thong                                                    |      | | c                                           |
| Blasco                                                               |      | Züchter: Les Graines Caillard Sa (Fr) | j                                           |
| Blass                                                                |      | | c, d                                        |
| Blassgelbe Eier                                                      |      | | c, g, h                                     |
| Blaue Helarios                                                       |      | | d                                           |
| Blaue Kasachstan                                                     |      | | c, d, e                                     |
| Blaue Tanne                                                          |      | | c, n                                        |
| Blaue Wildtomate                                                     |      | | c                                           |
| Blazer                                                               |      | Züchter: Harris Moran Seed (Us) | j, o                                        |
| Blazer F1                                                            |      | Züchter: Harris Moran Seeds Company (Usa) | j                                           |
| Blenwood                                                             |      | | j, o                                        |
| Blesk                                                                |      | Züchter: Nastenko Nataliya Viktorovna, Kachajnik Vladimir Georgievich, Gul'Kin Mihail Nikolaevich | j                                           |
| Bleue P20                                                            |      | Züchter: Domaine Public (Fr) | j                                           |
| Blindado                                                             |      | Züchter: Vilmorin Sa (Fr) | j                                           |
| Blinker                                                              |      | | j                                           |
| Bliss                                                                |      | Züchter: Floranova Ltd. | j                                           |
| Blits                                                                |      | Züchter: Gavrish Sergej Fedorovich, Morev Viktor Vasilievich, Amcheslavskaya Elena Valentinovna, Volok Olga Anatolievna | j                                           |
| Blitz                                                                |      | Züchter: Monsanto Invest N.V. | j                                           |
| Bliznetsy                                                            |      | | c, d                                        |
| Bliznyashki                                                          |      | Züchter: Kotel'Nikova Marina Aleksandrovna, Kondakov Sergej Nikolaevich | j                                           |
| Blizzard                                                             |      | | j                                           |
| Block Buster                                                         |      | | j                                           |
| Blocked                                                              |      | | c, d                                        |
| Blody Mary                                                           |      | Züchter: Syngenta Seeds B.V. | j                                           |
| Blonde Boar                                                          |      | | d, g, h                                     |
| Blonde Sarah (oder: Sara Yellow)                                     |      | | c, e, f, g, h, m                            |
| Blondköpfchen                                                        |      | Stabtomate. Herkunft: Ecuador oder Peru. Fruchtgewicht: etwa 50 g. | c, d, g, h, m, n                            |
| Blondokee                                                            |      | | g, h                                        |
| Blood Orange X Cuor Di Bue Yellow                                    |      | | d                                           |
| Bloody Butcher                                                       |      | Züchter: Domaine Public (Fr) | c, d, e, f, g, h, j, n                      |
| Bloody Mary                                                          |      | Züchter: Syngenta Seeds B.V. | j, o                                        |
| Blosser                                                              |      | | c, d                                        |
| Blue                                                                 |      | | d, g, h                                     |
| Blue Angel                                                           |      | | c, d, f                                     |
| Blue Bayou                                                           |      | | c, d, e, f                                  |
| Blue Beach                                                           |      | | c, d                                        |
| Blue Beauty                                                          |      | | c, d, f                                     |
| Blue Berry (oder: Blueberry)                                         |      | | c, d, f, m, n                               |
| Blue Chocolate                                                       |      | | c, d                                        |
| Blue Dawg                                                            |      | | c                                           |
| Blue Devil                                                           |      | Züchter: Cois 94 Srl | j                                           |
| Blue Estland                                                         |      | | c, d, f                                     |
| Blue Fruit                                                           |      | | d, e, f, g, h, m                            |
| Blue Fruit 2                                                         |      | | c                                           |
| Blue Gold                                                            |      | | c, d                                        |
| Blue Green Zebra                                                     |      | | c, e                                        |
| Blue Match                                                           |      | | c, d                                        |
| Blue Pitt Fahrenheit                                                 |      | | n                                           |
| Blue Pitts                                                           |      | | c, d, f                                     |
| Blue Ridge Black                                                     |      | | c, d                                        |
| Blue Ridge Mountain                                                  |      | | c, d, f                                     |
| Blue Ridge Mountain, Regular Leaf                                    |      | | d                                           |
| Blue River                                                           |      | | c, d                                        |
| Blue Russian Cosack                                                  |      | | c, e                                        |
| Blue Sky                                                             |      | | c, d                                        |
| Blue Streak                                                          |      | | c, d, f                                     |
| Blue Striped                                                         |      | | c                                           |
| Blue Tears                                                           |      | | c, d, f                                     |
| Blue Wolly Typ I                                                     |      | | c, d                                        |
| Blue Wolly Typ II                                                    |      | | c                                           |
| Blue Wonder                                                          |      | | c, e                                        |
| Bluewolly                                                            |      | | n                                           |
| Blumenstrauß                                                         |      | | g, h, n                                     |
| Blumko                                                               |      | | j                                           |
| Blush                                                                |      | | c, d, e, f, j                               |
| Blushing                                                             |      | | c, d                                        |
| Blushing Bride                                                       |      | | c, d                                        |
| Blye (oder: Star 9067)                                               |      | | j, o                                        |
| Blyuz                                                                |      | | j                                           |
| Bntf                                                                 |      | Züchter: Yue Jun, Dong Haibo | j                                           |
| Bo 8                                                                 |      | Züchter: Shinohara Shigeru | j, o                                        |
| Boa                                                                  |      | Züchter: Vilmorin Sa (Fr) | j, o                                        |
| Boar’s Hoof                                                          |      | | c, d, e, g, h                               |
| Bobbie                                                               |      | | c, d, f                                     |
| Bobcat                                                               |      | Züchter: Syngenta Seeds B.V. (Nl) | j                                           |
| Bobine De Rouge                                                      |      | | c                                           |
| Bobkat                                                               |      | Züchter: Syngenta Seeds B.V., Westeinde 62 1600 Aa Enkhuizen, Netherlands | j, o                                        |
| Bobo                                                                 |      | | j                                           |
| Bocadillo                                                            |      | Züchter: Peotec Seeds Srl | j                                           |
| Bocamegra                                                            |      | | j                                           |
| Bocanegra                                                            |      | Züchter: Yuksel | j                                           |
| Bocati                                                               |      | | c, d, j                                     |
| Bocek’s Italian Heirloom                                             |      | | c, d                                        |
| Bochata                                                              |      | | d                                           |
| Bochonok                                                             |      | Züchter: Nastenko Nataliya Viktorovna, Kachajnik Vladimir Georgievich, Kandoba Aleksej Viktorovich | j                                           |
| Bodar                                                                |      | | j                                           |
| Bodega                                                               |      | Züchter: Vilmorin Sa (Fr) | j                                           |
| Bodeglut                                                             |      | Züchter: Rolf Bielau, Kiessling, Dr. Dietrich Kiessling im Institut für Züchtungsforschung | g, h, j                                     |
| Boderine                                                             |      | | j, o                                        |
| Bodry-Moura                                                          |      | | f                                           |
| Bodryachok                                                           |      | Züchter: Nastenko Nataliya Viktorovna, Kachajnik Vladimir Georgievich, Gul'Kin Mihail Nikolaevich | j                                           |
| Body                                                                 |      | | j, o                                        |
| Boeska                                                               |      | | j                                           |
| Boets                                                                |      | Züchter: Hristov Yurij Akimovich, Domanskaya Majya Konstantinovna, Gubko Valentina Nikolaevna, Zalivakina Valentina Fedorovna, Kamanin Andrej Aleksandrovich | d, j                                        |
| Boettner Italian (oder: Boettner Italien)                            |      | | c, m                                        |
| Boettner Italian Gelb                                                |      | | c                                           |
| Bog                                                                  |      | | j                                           |
| Bogach                                                               |      | Züchter: Lukiyanenko Anatolij Nikitovich, Dubinin Sergej Vladimirovich, Dubinina Irina Nikolaevna | j                                           |
| Bogart                                                               |      | Züchter: Isi Sementi Spa | j                                           |
| Bogata Hata                                                          |      | Züchter: Nastenko Nataliya Viktorovna, Kachajnik Vladimir Georgievich, Gul'Kin Mihail Nikolaevich | j                                           |
| Bogatyr                                                              |      | Züchter: Myazina Lyubov' Anatolievna | j                                           |
| Bogema                                                               |      | Züchter: Gavrish Sergej Fedorovich, Morev Viktor Vasilievich, Amcheslavskaya Elena Valentinovna, Volok Olga Anatolievna | j                                           |
| Boginya                                                              |      | Züchter: Andreeva Evgeniya Nikolaevna, Nazina Sofiya Luisovna, Ushakova Mariya Ivanovna, Andreeva Anzhelika Nikolaevna | j                                           |
| Bogomila                                                             |      | | c, d                                        |
| Bogopa                                                               |      | Züchter: Park, In Hee, Park, Kwon Seo, Kim, Ji Kwang, Shin Cheol Woo, Oh Sae Hyun | j, o                                        |
| Bogota                                                               |      | Züchter: Rijk Zwaan Zaadteelt En Zaadhandel B.V. | j, o                                        |
| Bogus Fruchta                                                        |      | Züchter: Kultursaat e.V. für Züchtungsforschung und Kulturpflanzenerhaltung auf biologisch-dynamischer Grundlage | j                                           |
| Bogus Fructa                                                         |      | | c                                           |
| Boguslawski Tobona                                                   |      | | c                                           |
| Bohnerovo Najlepsie                                                  |      | | g, h                                        |
| Bohort                                                               |      | Züchter: Rijk Zwaan Zaadteelt En Zaadhandel Bv (Nl) | j                                           |
| Bohun                                                                |      | Züchter: Plantico Hodowla I Nasiennictwo Ogrodnicze Zielonki Sp. Z O.O. | c, d, j                                     |
| Bojarski                                                             |      | | c                                           |
| Bojets                                                               |      | | c                                           |
| Bokele                                                               |      | Züchter: Alekseev Yurij Borisovich | j                                           |
| Bokserskij                                                           |      | Züchter: Avdeev Yurij Ivanovich, Kigashpaeva Olga Petrovna, Ivanova Lyudmila Mihajlovna, Avdeev Andrej Yurievich, Katakaev Nail' Hajsaevich | j                                           |
| Bola                                                                 |      | | c                                           |
| Bola Maciso                                                          |      | | c, d                                        |
| Bold                                                                 |      | | j                                           |
| Bolek                                                                |      | Züchter: Plantico Hodowla I Nasiennictwo Ogrodnicze Swietoslaw Sp. Z O.O. | j                                           |
| Bolena                                                               |      | Züchter: Syngenta Seeds B.V. | j, o                                        |
| Bolero                                                               |      | Züchter: De Ruiter Seeds | g, h, j                                     |
| Bolero F1                                                            |      | Züchter: De Ruiter Zone | j                                           |
| Bolgan                                                               |      | | j                                           |
| Bolgarska Khala                                                      |      | | c                                           |
| Bolgarskoye Chudo                                                    |      | | c, d                                        |
| Bolivar                                                              |      | | g, h, j                                     |
| Bolivianische Obsttomate (oder: Bolivianische Obst)                  |      | | d, n                                        |
| Bolivianische Obsttomate Grape                                       |      | | d                                           |
| Bolivianische Obsttomate Wildform                                    |      | | c                                           |
| Bolkar (oder: Clx-37235)                                             |      | | j                                           |
| Bollytos                                                             |      | | j                                           |
| Bologna                                                              |      | Züchter: Royal Sluis France Sarl (Fr) | j                                           |
| Boloto                                                               |      | Züchter: Andreeva Evgeniya Nikolaevna, Nazina Sofiya Luisovna, Ushakova Mariya Ivanovna | c, d, e, j                                  |
| Bolsena                                                              |      | Züchter: Olter Srl | j                                           |
| Bolseno                                                              |      | Züchter: Olter Srl | j                                           |
| Bolshaya Mamochka                                                    |      | Züchter: Gavrish Sergej Fedorovich, Morev Viktor Vasilievich, Amcheslavskaya Elena Valentinovna, Degovtsova Tatiyana Vladimirovna, Volok Olga Anatolievna, Artemieva Galina Mihajlovna, Redichkina Tatiyana Aleksandrovna                                                     | j                                           |
| Bolshaya Medveditsa                                                  |      | Züchter: Nastenko Nataliya Viktorovna, Kachajnik Vladimir Georgievich, Afonina Irina Mariyanovna | j                                           |
| Bolshevik                                                            |      | Züchter: Borisov Aleksandr Vladimirovich, Nalizhityj Vladimir Maksimovich, Skachko Vladislav Aleksandrovich, Zhemchugov Dmitrij Vyacheslavovich | j                                           |
| Bolshoj Brat                                                         |      | Züchter: Sysina Elena Artemievna, Borisov Aleksandr Vladimirovich, Krylov Oleg Nikolaevich, Skachko Vladislav Aleksandrovich, Bartajya Vera Vladimirovna | j                                           |
| Bolstar Baloe                                                        |      | Züchter: De Bolster B.V. | j                                           |
| Bolstar Belissima                                                    |      | Züchter: De Bolster B.V. | j                                           |
| Bolstar Fuerta                                                       |      | Züchter: De Bolster B.V. | j                                           |
| Bolstar Gimli                                                        |      | Züchter: De Bolster B.V. | j                                           |
| Bolstar Granda                                                       |      | Züchter: De Bolster B.V. | j, o                                        |
| Bolstar Pluma                                                        |      | Züchter: De Bolster B.V. | j                                           |
| Bolstar Sensatica                                                    |      | Züchter: De Bolster B.V. | j                                           |
| Boludo                                                               |      | Züchter: Seminis Veget.Seeds Inc | j, o                                        |
| Boludo Ps                                                            |      | Züchter: Seminis Veget.Seeds Inc | j                                           |
| Bolzano                                                              |      | | a, c, j                                     |
| Bomaks                                                               |      | Züchter: De Ruiter Seeds B.V., Leeuwenhoekweg 52, P.O. Box 1050, 2660 Bb, Bergschenhoek The Netherlands | j, o                                        |
| Bomantini                                                            |      | | j                                           |
| Bombardier                                                           |      | Züchter: Nvrs/Nsdo | j, o                                        |
| Bombardino                                                           |      | | j                                           |
| Bombay                                                               |      | Züchter: Zeraim Gedera Ltd. | j, o                                        |
| Bombero                                                              |      | | j                                           |
| Bombolino D’Inverno                                                  |      | | c, n                                        |
| Bombonera                                                            |      | Züchter: Yuksel Seeds Ltd. | j                                           |
| Bomera                                                               |      | Züchter: Syngenta Seeds B.V. | j, o                                        |
| Bomfado                                                              |      | Züchter: Rijk Zwaan Zaadteelt En Zaadhandel B.V. | j, o                                        |
| Bomont                                                               |      | | j                                           |
| Bon Appeti                                                           |      | Züchter: Gavrish Sergej Fedorovich, Morev Viktor Vasilievich, Amcheslavskaya Elena Valentinovna, Volok Olga Anatolievna, Nesterovich Arkadij Nikolaevich | j                                           |
| Bon Pierre                                                           |      | Züchter: Semenarna Ljubljana (Si) | j, o                                        |
| Bon Tom                                                              |      | Züchter: Isi Sementi Spa | j                                           |
| Bona (oder: Clx 3791)                                                |      | | j                                           |
| Bonabel                                                              |      | | j                                           |
| Bonami                                                               |      | | j, o                                        |
| Bonanza                                                              |      | Züchter: Golden West Seed Co. Inc. | j                                           |
| Bonaparte                                                            |      | Züchter: Rijk Zwaan Zaadteelt En Zaadhandel B.V. | j                                           |
| Bonaque                                                              |      | Züchter: Zeraim Gedera Ltd. | j, o                                        |
| Bonarda                                                              |      | Züchter: Zeraim Gedera Ltd. Seed Company | j                                           |
| Bonavista                                                            |      | Züchter: Rijk Zwaan Zaadteelt En Zaadhandel B.V. | j                                           |
| Bonbom                                                               |      | Züchter: Syngenta Seeds B.V. | j                                           |
| Bonbon                                                               |      | Züchter: Zeta Seeds S.L. | c, j                                        |
| Boncuk                                                               |      | | j                                           |
| Bond                                                                 |      | Züchter: Petoseed Co.Inc. | j, o                                        |
| Bonet                                                                |      | | c                                           |
| Bonfire                                                              |      | | j                                           |
| Bongani                                                              |      | | j                                           |
| Bongo                                                                |      | Züchter: Les Graines Caillard Sa (Fr) | j                                           |
| Boni M (oder: Bonny M, Bony M)                                       |      | Züchter: Np Nii Ovoshchevodstva Zashchishchennogo Grunta, 107061, G.Moskva, Ul.Suvorovskaia, D. 32/34, Str. 2, Russia; Ooo Agrofirma Gavrish, 103287, G.Moskva, Ul.2Aia Khutorskaia, D. 11, Str. 1, Russia                                                                    | c, j, n, o                                  |
| Boni Mm                                                              |      | Züchter: Gavrish Sergej Fedorovich, Morev Viktor Vasilievich, Amcheslavskaya Elena Valentinovna, Volok Olga Anatolievna | j                                           |
| Bonilla                                                              |      | Züchter: Semillas Fitó S.A. | j, o                                        |
| Bonita                                                               |      | | g, h                                        |
| Bonitel                                                              |      | | j, o                                        |
| Bonito Ojo                                                           |      | | c, d                                        |
| Bonity                                                               |      | Züchter: Hazera Genetics | j, o                                        |
| Bonken                                                               |      | | c                                           |
| Bonner                                                               |      | | c, d, g, h                                  |
| Bonner Beste                                                         |      | | b, c, d, e, g, h, j, n                      |
| Bonner Beste 1212                                                    |      | Züchter: A. Hansens Amagerfroe A/S | j, o                                        |
| Bonnet                                                               |      | | j                                           |
| Bonny                                                                |      | Züchter: Royal Sluis Vegetables Bv (Nl) | j                                           |
| Bonny Best                                                           |      | Reifezeit: 72 Tage. | c, d, g, h, i (31. August 2016)             |
| Bonny Best, Geswein’s Purple                                         |      | | d                                           |
| Bonnyvee                                                             |      | | g, h                                        |
| Bononia                                                              |      | Züchter: Hristo Georgiev | j                                           |
| Bononiya                                                             |      | | c, d                                        |
| Bonsai                                                               |      | Züchter: Nirit Seeds Limited | d, j, n                                     |
| Bonsaitomate                                                         |      | | c                                           |
| Bonsaj                                                               |      | Züchter: Gavrish Sergej Fedorovich, Morev Viktor Vasilievich, Amcheslavskaya Elena Valentinovna, Volok Olga Anatolievna | j                                           |
| Bonset                                                               |      | | j                                           |
| Bonset F1                                                            |      | Züchter: Royal Sluis Bv (Nl) | j                                           |
| Bonté Tigret                                                         |      | | c, d                                        |
| Bonus                                                                |      | Züchter: Agapov Aleksandr Stepanovich, Alpatiev Aleksandr Vasilievich, Skvortsova Rufina Vasilievna, Kondratieva Irina Yurievna, Gurkina Lyubov' Kirillovna | j                                           |
| Bonus Bg                                                             |      | Züchter: Hristo Atanasov Georgiev, Chavdar Hristov Georgiev | j                                           |
| Bonus Vfn                                                            |      | | j                                           |
| Bonvivant                                                            |      | Züchter: Rijk Zwaan Zaadteelt En Zaadhandel B.V. | j                                           |
| Bonzhur                                                              |      | Züchter: Gavrish Sergej Fedorovich, Morev Viktor Vasilievich, Amcheslavskaya Elena Valentinovna, Volok Olga Anatolievna | j                                           |
| Bookie                                                               |      | | c, d                                        |
| Boon                                                                 |      | Züchter: Floranova Ltd. | j                                           |
| Boondocks                                                            |      | | c, d, e, f, g, h                            |
| Boosina                                                              |      | Züchter: Syngenta Seeds B.V. | j                                           |
| Boost                                                                |      | | j                                           |
| Booster                                                              |      | | g, h                                        |
| Boquete                                                              |      | Züchter: De Ruiter Seeds | j, o                                        |
| Boraro                                                               |      | | j                                           |
| Bordeaux                                                             |      | Züchter: Zeraim Gedera Ltd (Il) | f, g, h, j                                  |
| Bordo                                                                |      | | c, d, e, g, h                               |
| Bordò                                                                |      | | j                                           |
| Bordõ                                                                |      | | j                                           |
| Bordovyi                                                             |      | | c, d                                        |
| Boreal                                                               |      | Züchter: Western Seed España, S.A. | j, o                                        |
| Borets                                                               |      | Züchter: Avdeev Yurij Ivanovich, Kigashpaeva Olga Petrovna, Ivanova Lyudmila Mihajlovna, Avdeev Andrej Yurievich | j                                           |
| Borghese                                                             |      | | e                                           |
| Borgia                                                               |      | Züchter: Hm Clause Sa | j                                           |
| Borgo Cellano                                                        |      | | c, d                                        |
| Boris                                                                |      | Züchter: Bruinsma Seeds B.V. | j                                           |
| Borneo                                                               |      | Züchter: Tezier Sa (Fr) | j                                           |
| Bornia                                                               |      | | j                                           |
| Boro                                                                 |      | Züchter: Semillas Fito, S.A. | j                                           |
| Borodino                                                             |      | Züchter: Gavrish Sergej Fedorovich, Morev Viktor Vasilievich, Amcheslavskaya Elena Valentinovna, Volok Olga Anatolievna, Nesterovich Arkadij Nikolaevich | j                                           |
| Borodinski                                                           |      | | c, d, g, h                                  |
| Boronia                                                              |      | | c, d                                        |
| Boroset                                                              |      | Züchter: Syngenta Crop Protection Ag | j, o                                        |
| Borovichok                                                           |      | Züchter: Panchev Yurij Ivanovich, Panchev Yurij Yurievich, Tarasov Yurij Dmitrievich | j                                           |
| Borracho De Aretxabaleta                                             |      | | j, o                                        |
| Borsalina                                                            |      | Züchter: Gautier Semences Sas (Fr) | c, j, o                                     |
| Borsalino                                                            |      | Züchter: Gautier Semences Sas (Fr) | j                                           |
| Borshch                                                              |      | Züchter: Tarasov Yurij Dmitrievich | j                                           |
| Borsotto                                                             |      | | j, o                                        |
| Bos 8147                                                             |      | | j                                           |
| Bos-20/20                                                            |      | | j                                           |
| Boschata                                                             |      | | c                                           |
| Bosfor                                                               |      | Züchter: Gavrish Sergej Fedorovich, Kapustina Raisa Nikolaevna, Gladkov Dmitrij Sergeevich, Sedin Aleksej Anatolievich, Nesterovich Arkadij Nikolaevich, Volkov Aleksandr Aleksandrovich, Semenova Anna Nikolaevna, Artemieva Galina Mihajlovna, Filimonova Yuliya Alekseevna | j                                           |
| Bosky                                                                |      | Züchter: Asgrow Seed Company (Us)/Bruinsma (Nl) | j                                           |
| Bosnian Yellow                                                       |      | | c                                           |
| Bosnische Fleischtomate (oder: Bosnische Fleisch)                    |      | | c, n                                        |
| Bosporus                                                             |      | Züchter: Golden West Seed Research Co. | j                                           |
| Bosque Blue                                                          |      | | c, d                                        |
| Bosque Blue Bumblebee                                                |      | | c, d                                        |
| Bosque Green Cherry                                                  |      | | d                                           |
| Boss                                                                 |      | | j                                           |
| Bossalino                                                            |      | | j                                           |
| Bostina                                                              |      | Züchter: Bontems Silvian | j                                           |
| Boston                                                               |      | | j, o                                        |
| Botag                                                                |      | | g, h                                        |
| Botanic                                                              |      | | c                                           |
| Botanik                                                              |      | Züchter: Gavrish Sergej Fedorovich, Morev Viktor Vasilievich, Amcheslavskaya Elena Valentinovna, Volok Olga Anatolievna, Korol Valentin Grigorievich | j                                           |
| Botero                                                               |      | Züchter: Isi Sementi Spa | j                                           |
| Bottichelli                                                          |      | Züchter: Gavrish Sergej Fedorovich, Morev Viktor Vasilievich, Amcheslavskaya Elena Valentinovna, Volok Olga Anatolievna, Korol Valentin Grigorievich, Gavrish Fedor Sergeevich                                                                                                | j                                           |
| Böttner Italien                                                      |      | | f                                           |
| Bottondoro                                                           |      | | j                                           |
| Bottonrosso                                                          |      | Züchter: Lamboseeds S.R.L. | j, o                                        |
| Bouchria                                                             |      | Züchter: Syngenta Seeds B.V. | j                                           |
| Boulba                                                               |      | Züchter: Tezier Sa (Fr) | j                                           |
| Bountiful                                                            |      | | j                                           |
| Bounty                                                               |      | | c, d, g, h, j                               |
| Bouquet                                                              |      | Züchter: Rijk Zwaan Z.Z. B.V. | j, o                                        |
| Bovarino                                                             |      | | j                                           |
| Bovita                                                               |      | | j                                           |
| Box Car Willie (oder: Boxcar Willie)                                 |      | Züchter: Domaine Public (Fr) | c, d, e, f, g, h, j, n                      |
| Boxer                                                                |      | | j                                           |
| Boy Boy                                                              |      | | b, c, e, g, h                               |
| Boy-Boy Tm                                                           |      | | d                                           |
| Boyarin                                                              |      | Züchter: Maksimov Sergej Vasilievich, Klimenko Nikolaj Nikolaevich, Kostenko Aleksandr Nikolaevich | j                                           |
| Boyarskij (oder: Boyarsky)                                           |      | Züchter: Kononov Aleksandr Nikolaevich, Krasnikov Leonid Georgievich | d, e, j                                     |
| Boyarynya                                                            |      | Züchter: Dubinin Sergej Vladimirovich, Kirillov Mihail Ivanovich, Dubinina Irina Nikolaevna | j                                           |
| Bozener Markt                                                        |      | | c                                           |
| Bozhiya Korovka                                                      |      | Züchter: Nastenko Nataliya Viktorovna, Kachajnik Vladimir Georgievich, Kandoba Aleksej Viktorovich | j                                           |
| Bozica                                                               |      | | n                                           |
| Bq 163                                                               |      | | j                                           |
| Bq 204                                                               |      | | j                                           |
| Bq 205                                                               |      | | j                                           |
| Br 84 (oder: Br-84)                                                  |      | | j, o                                        |
| Brabante                                                             |      | Züchter: Syngenta Participations Ag | j                                           |
| Bracki Jabucar                                                       |      | | j                                           |
| Bracteata (oder: Aurea / 2)                                          |      | | g, h                                        |
| Brad                                                                 |      | | j                                           |
| Brad’s Black Heart                                                   |      | Fruchtgewicht: 250 bis 300 g. Züchter: Domaine Public (Fr) | c, d, e, f, j                               |
| Bradley                                                              |      | Züchter: Domaine Public (Fr) | c, d, g, h, j                               |
| Bradley’s Pink                                                       |      | | c, d                                        |
| Bragger (oder: Breggar)                                              |      | Züchter: Goldsmith Seeds Inc | c, d, j, o                                  |
| Bramki                                                               |      | | c, d                                        |
| Brandeva                                                             |      | | d                                           |
| Brandokee                                                            |      | | c, d                                        |
| Brandy                                                               |      | | j                                           |
| Brandy Boy                                                           |      | | c, d, j                                     |
| Brandy Cherry                                                        |      | Züchter: Clause (Fr) | j                                           |
| Brandyfred                                                           |      | | d                                           |
| Brandysweet Plum (oder: Brandy Sweet Plum)                           |      | | c, d, e                                     |
| Brandywine                                                           |      | Reifezeit: 90 bis 100 Tage. Züchter: Domaine Public (Fr) | c, d, i (31. August 2016), j, n             |
| Brandywine Apricot                                                   |      | | c                                           |
| Brandywine Behaarte                                                  |      | | c, n                                        |
| Brandywine Black (oder: Brandywine Noir)                             |      | Züchter: Domaine Public (Fr) | c, d, f, j, n                               |
| Brandywine Cherry                                                    |      | | c, d, e, g, h                               |
| Brandywine Cowlick’s                                                 |      | | c, d                                        |
| Brandywine From Croatia                                              |      | | c, d                                        |
| Brandywine Gail’s Strain                                             |      | | f                                           |
| Brandywine Glick’s Strain                                            |      | | c, d                                        |
| Brandywine Glicks                                                    |      | | e, g, h                                     |
| Brandywine Grimpante                                                 |      | | c                                           |
| Brandywine Heart Shaped                                              |      | | c, d                                        |
| Brandywine Joyce’s                                                   |      | | d                                           |
| Brandywine Joyce’s Strain                                            |      | | c, f                                        |
| Brandywine Liam’s                                                    |      | | c, d                                        |
| Brandywine Orange                                                    |      | | f                                           |
| Brandywine Otv (oder: Off The Vine)                                  |      | | c, d, e, f, g, h                            |
| Brandywine Pawer’s                                                   |      | | c, d                                        |
| Brandywine Pink                                                      |      | | c, e, g, h, n                               |
| Brandywine Power’s Strain                                            |      | | f                                           |
| Brandywine Purple                                                    |      | | d                                           |
| Brandywine Purple Pear                                               |      | | d                                           |
| Brandywine Red                                                       |      | aus Amerika | c, d, e, f                                  |
| Brandywine Red Landis Valley Strain                                  |      | | f                                           |
| Brandywine Sherry                                                    |      | | j, o                                        |
| Brandywine Sudduth’s                                                 |      | | d, e, g, h, n                               |
| Brandywine Sudduth’s Strain                                          |      | | c, f                                        |
| Brandywine True Black                                                |      | | c, d                                        |
| Brandywine White                                                     |      | | c, d                                        |
| Brandywine X Brandy Stripe                                           |      | | c                                           |
| Brandywine X Brandy Stripe F1                                        |      | | d                                           |
| Brandywine X Grimpante Du Mexique                                    |      | | c, d                                        |
| Brandywine Yellow (oder: Abundant Life)                              |      | Züchter: Pieterpikzonen B.V. | c, d, e, f, g, h, j                         |
| Brandywine Yellow Platfoot                                           |      | | d                                           |
| Brandywine Yellow Platfoot Strain                                    |      | | c, e, g, h                                  |
| Branscomb’s Orange                                                   |      | | c, d                                        |
| Brasero (oder: Braséro)                                              |      | Züchter: Vegetal Recherches Et Developpements-Vred (Fr) | j                                           |
| Brasil                                                               |      | Züchter: Isidro Almenar Cubells | j, o                                        |
| Brasil Wildtomate                                                    |      | | c                                           |
| Brasilianisches Ei                                                   |      | | m                                           |
| Brasilskije                                                          |      | | c                                           |
| Brat 2                                                               |      | Züchter: Panchev Yurij Ivanovich, Panchev Yurij Yurievich | j                                           |
| Bratishka                                                            |      | Züchter: Tarasov Yurij Dmitrievich | j                                           |
| Braune Maltitzer                                                     |      | | e                                           |
| Braune Marone                                                        |      | | n                                           |
| Braune Marzane                                                       |      | | n                                           |
| Braune Paprika-Tomate                                                |      | | n                                           |
| Braune Pflaume                                                       |      | | c, m                                        |
| Brauner Bär                                                          |      | | c, m                                        |
| Brauner Batzen                                                       |      | | c, m                                        |
| Brauner Sarde                                                        |      | | c                                           |
| Braunes Birnchen                                                     |      | | c, e, m                                     |
| Braunes Ei                                                           |      | | n                                           |
| Bravado                                                              |      | | j, o                                        |
| Bravo                                                                |      | Züchter: Gavrish Sergej Fedorovich, Morev Viktor Vasilievich, Amcheslavskaya Elena Valentinovna, Volok Olga Anatolievna | j, o                                        |
| Bravona                                                              |      | | j, o                                        |
| Bravour                                                              |      | Züchter: Royal Sluis France Sarl (Fr) | j                                           |
| Bravus                                                               |      | | j                                           |
| Bravyj General (oder: Brave General)                                 |      | Züchter: Kotel'Nikova Marina Aleksandrovna, Antipova Nadezhda Petrovna | c, d, j                                     |
| Brazil                                                               |      | Züchter: Novartis Seeds Bv (Nl) | c, d, j                                     |
| Brazilian Beauty                                                     |      | | c, d                                        |
| Brazilian Beefsteak                                                  |      | | c, d                                        |
| Brazilian Gigant                                                     |      | | c, e                                        |
| Brazilskiy Velikan                                                   |      | | c, d                                        |
| Bread And Salt                                                       |      | | c, d                                        |
| Break O’Day                                                          |      | | c, d, g, h                                  |
| Breast                                                               |      | | c, d                                        |
| Breeze                                                               |      | | j                                           |
| Brenda                                                               |      | Züchter: Graines Gautier Sa (Fr) | j                                           |
| Brendi Rozovyj                                                       |      | Züchter: Hovrin Aleksandr Nikolaevich, Maksimov Sergej Vasilievich, Tereshonkova Tatiyana Arkadievna, Kostenko Aleksandr Nikolaevich | j                                           |
| Brendon                                                              |      | Züchter: Syngenta Seeds B.V. | j, o                                        |
| Brendy Zolotoy                                                       |      | | d                                           |
| Brentyla                                                             |      | Züchter: Gautier Semences Sas (Fr) | j                                           |
| Brest                                                                |      | | c                                           |
| Breton                                                               |      | | j                                           |
| Brian                                                                |      | | j                                           |
| Briana                                                               |      | Züchter: Hazera Genetics | j, o                                        |
| Brianna                                                              |      | | c, d                                        |
| Bribon                                                               |      | Züchter: Intersemillas | j, o                                        |
| Bricco                                                               |      | Züchter: De Ruiter Zonen (Nl) | j                                           |
| Brick                                                                |      | | j                                           |
| Brigade                                                              |      | | j                                           |
| Brigade F1                                                           |      | Züchter: Asgrow France S.A. (Fr) | j                                           |
| Brigadier                                                            |      | Züchter: Hortag Seed Co. | j                                           |
| Brigeor                                                              |      | Züchter: Institut National De La Recherche Agronomique (Fr) | j, o                                        |
| Bright Yellow                                                        |      | | g, h                                        |
| Brightina                                                            |      | Züchter: Bontems Silvian | j, o                                        |
| Brigitte                                                             |      | Züchter: Geosem Select Ltd. | j, o                                        |
| Brillante                                                            |      | Züchter: Hazera (1939) Ltd | j, o                                        |
| Brillantino                                                          |      | | j                                           |
| Brilliant                                                            |      | Züchter: Monsanto Holland Bv, Westeinde 161, 1601 Bm Enkhuizen, The Netherlands | j, o                                        |
| Brilliant Pink                                                       |      | | c, d, e, g, h                               |
| Brilliant Pink Potato Leaf                                           |      | | c, d                                        |
| Brimmer                                                              |      | | c, d, f                                     |
| Brimmer Yellow                                                       |      | | c, d                                        |
| Brimmers Pink                                                        |      | | c                                           |
| Brin De Muguet                                                       |      | | d                                           |
| Brio                                                                 |      | Züchter: Hazera Genetics | j                                           |
| Briomino                                                             |      | Züchter: Enza Zaden Beheer B.V. | j, o                                        |
| Brione                                                               |      | Züchter: Graines Gautier Sa (Fr) | c, j                                        |
| Brioso                                                               |      | Züchter: Rijk Zwaan Zaadteelt En Zaadhandel B.V. | j                                           |
| Brired                                                               |      | | j                                           |
| Brisa                                                                |      | Züchter: Vilmorin Sa (Fr) | j                                           |
| Briscola                                                             |      | Züchter: Lamboseeds S.R.L. | j, o                                        |
| Briscolino                                                           |      | | j, o                                        |
| Briseide                                                             |      | Züchter: Pilar Checa | j, o                                        |
| Britain’s Breakfast (oder: Britains Breakfast)                       |      | Züchter: W Robinson & Sons | c, d, j, o                                  |
| Britt                                                                |      | Züchter: Rijk Zwaan Zaadteelt En Zaadhandel B.V. | j                                           |
| Brivido Rosso                                                        |      | | j                                           |
| Brix Gold                                                            |      | | j                                           |
| Brixsol                                                              |      | | j, o                                        |
| Brixy                                                                |      | Züchter: Les Graines Caillard Sa (Fr) | j                                           |
| Briz                                                                 |      | Züchter: Hristo Atanasov Georgiev, Chavdar Hristov Georgiev | j, o                                        |
| Broad Ripple Yellow                                                  |      | | d                                           |
| Broad Ripple Yellow Currant                                          |      | | c, e, g, h, n                               |
| Broadleaf                                                            |      | | c, d                                        |
| Broadway                                                             |      | | j                                           |
| Brocart                                                              |      | Züchter: Graines Voltz (Fr) | j                                           |
| Brodena                                                              |      | | j, o                                        |
| Brody                                                                |      | Züchter: Vilmorin Sa (Fr) | j                                           |
| Bronco                                                               |      | Züchter: Ramiro Arnedo, S.A. | j, o                                        |
| Bronte                                                               |      | | j                                           |
| Bronx                                                                |      | Züchter: Diamond Seeds, S.L. | j, o                                        |
| Brooklyn (oder: Brooklin)                                            |      | Züchter: Novartis Seeds Bv (Nl) | j, o                                        |
| Brosly                                                               |      | Züchter: Semillas Fito, S.A. | j, o                                        |
| Brosnan                                                              |      | Züchter: Zeta Seeds, S.L. | j, o                                        |
| Brown 84                                                             |      | | c, n                                        |
| Brown Berry                                                          |      | Reifezeit: 70 Tage. Züchter: Domaine Public (Fr) | c, d, e, f, i (31. August 2016), j, m       |
| Brown Cherry                                                         |      | | c, d, e, g, h, n                            |
| Brown Derby Mix                                                      |      | | c, d, e, g, h, m                            |
| Brown Egg                                                            |      | | n                                           |
| Brown Egg Cherry                                                     |      | | c, m                                        |
| Brown Flesh                                                          |      | | c, d, e, f, g, h                            |
| Brown Flesh Hollow                                                   |      | | c                                           |
| Brown Flesh Jumbo                                                    |      | | d                                           |
| Brown Sugar (oder: Sakhar Korichnevyy)                               |      | | e                                           |
| Brown-1                                                              |      | Züchter: C.R.A. - Centro Di Ricerca Per L'Orticoltura (Pontecagnano, Sa) | j                                           |
| Brown’s Large Red                                                    |      | | c, d                                        |
| Brown’s Yellow Giant                                                 |      | | c, d                                        |
| Brownie                                                              |      | Züchter: Graines Voltz (Fr) | j                                           |
| Browny 9 T 6785                                                      |      | | j                                           |
| Bruce                                                                |      | Züchter: Rijk Zwaan Zaadteelt En Zaadhandel B.V. | j, o                                        |
| Brukova                                                              |      | | j                                           |
| Brummel                                                              |      | | j                                           |
| Brunello                                                             |      | Züchter: Nirit Seeds Ltd | j                                           |
| Bruni 475                                                            |      | | j                                           |
| Brunilde                                                             |      | Züchter: Nieli Tommaso | j                                           |
| Brunk                                                                |      | | c, d                                        |
| Bruno                                                                |      | Züchter: Zakład Ogrodniczy Przyborów Sp. Z O.O. | j                                           |
| Brutal                                                               |      | Züchter: Nunhems B.V. | j, o                                        |
| Brutona                                                              |      | | j                                           |
| Brutus                                                               |      | Züchter: Petoseed Co Inc (Us) | c, d, j, o                                  |
| Brutus F1                                                            |      | | d                                           |
| Brutus Magnus                                                        |      | | d                                           |
| Brutus Maximum                                                       |      | | d                                           |
| Brylant                                                              |      | Züchter: Plantico Hodowla I Nasiennictwo Ogrodnicze Swietoslaw Sp. Z O.O. | j                                           |
| Bryllo                                                               |      | Züchter: S.A.I.S. Societá Agricola Italiana Sementi | j                                           |
| Bs 01209792                                                          |      | | j                                           |
| Bs 01543756                                                          |      | Züchter: Monsanto Holland B.V. | j, o                                        |
| Bs 15021027                                                          |      | | j                                           |
| Bs 15037028                                                          |      | | j                                           |
| Bs 15042015                                                          |      | Züchter: Seminis Vegetable Seeds Inc. | j                                           |
| Bsb Sabrina                                                          |      | Züchter: Nigohos Nigohosyan | j                                           |
| Bsb Vanesa                                                           |      | Züchter: Nigohos Nigohosyan | j                                           |
| Bt 1019                                                              |      | | j                                           |
| Bt 11 20                                                             |      | | j                                           |
| Bt 11 34                                                             |      | | j                                           |
| Bt 131 Gülle                                                         |      | | j                                           |
| Bt 132                                                               |      | | j                                           |
| Bt 134                                                               |      | | j                                           |
| Bt 135                                                               |      | | j                                           |
| Bt 157                                                               |      | | j                                           |
| Bt 159                                                               |      | | j                                           |
| Bt 18 T Dalli Tokat                                                  |      | | j                                           |
| Bt 20                                                                |      | | j                                           |
| Bt 236                                                               |      | | j                                           |
| Bt 3374                                                              |      | | j                                           |
| Bt 3543                                                              |      | | j                                           |
| Bt 60                                                                |      | | j                                           |
| Bt 619 Niksar                                                        |      | | j                                           |
| Bt 720                                                               |      | | j                                           |
| Bt 986                                                               |      | | j                                           |
| Bt 987                                                               |      | | j                                           |
| Bt Bur Ty                                                            |      | | j                                           |
| Bt Çanakkale                                                         |      | | j                                           |
| Bt Gülle 55                                                          |      | | j                                           |
| Bt Medar                                                             |      | | j                                           |
| Bt Narita                                                            |      | | j                                           |
| Bt Pembola                                                           |      | | j                                           |
| Bt Seranay                                                           |      | | j                                           |
| Bt Taylin                                                            |      | | j                                           |
| Bt Tokat                                                             |      | | j                                           |
| Bt Zeyno                                                             |      | | j                                           |
| Bts 60                                                               |      | | c, d                                        |
| Btx 052                                                              |      | | j                                           |
| Btx 053                                                              |      | | j                                           |
| Bubjekosoko                                                          |      | | c, d, g, h                                  |
| Bubu                                                                 |      | | j                                           |
| Buckbee                                                              |      | | c, d                                        |
| Buckbee’s Abraham Lincoln                                            |      | | d                                           |
| Buckbee’s Beefsteak                                                  |      | | c                                           |
| Buckbee’s New Fifty Day (oder: Buckbee’s New 50 Day)                 |      | | c, d                                        |
| Buckers                                                              |      | Züchter: A. V/D Windt | j                                           |
| Buckeye State                                                        |      | | c, d                                        |
| Buckeye Yellow                                                       |      | | c, d                                        |
| Bucks                                                                |      | | c, d                                        |
| Bucks County                                                         |      | | c, d                                        |
| Buda                                                                 |      | | j, o                                        |
| Budai Torpe                                                          |      | Züchter: Domaine Public (Fr) | c, e, g, h, d, j                            |
| Buddy                                                                |      | | j                                           |
| Budennovka                                                           |      | | g, h                                        |
| Budenovets                                                           |      | Züchter: Panchev Yurij Ivanovich, Panchev Yurij Yurievich, Tarasov Yurij Dmitrievich | j                                           |
| Budenovka (oder: Budenowka)                                          |      | Züchter: Andreeva Evgeniya Nikolaevna, Nazina Sofiya Luisovna, Ushakova Mariya Ivanovna | c, j                                        |
| Budenovka Pink                                                       |      | | c, d                                        |
| Budenovka Red                                                        |      | | d                                           |
| Budenovka Rosa                                                       |      | | c                                           |
| Budiselic                                                            |      | | c, n                                        |
| Budjanowka                                                           |      | | e, g, h, h                                  |
| Buenamiel                                                            |      | Züchter: Petoseed Co.Inc. | j                                           |
| Bufalo T 8652                                                        |      | | j                                           |
| Buffalo                                                              |      | Züchter: Enza Zaden B.V. | j                                           |
| Buffalo Heart Giant                                                  |      | | c, d                                        |
| Buffalosteak                                                         |      | Züchter: Clause (Fr) | j, o                                        |
| Buffon                                                               |      | Züchter: Syngenta Crop Protection Ag | j, o                                        |
| Bugaj Krasnyj                                                        |      | Züchter: Dederko Vladimir Nikolaevich, Postnikova Olga Valentinovna | j                                           |
| Bugaj Rozovyj                                                        |      | Züchter: Dederko Vladimir Nikolaevich, Postnikova Olga Valentinovna | j                                           |
| Bugatti                                                              |      | Züchter: Novartis Seeds Bv (Nl) | j                                           |
| Bugay                                                                |      | Züchter: Nunhems B.V. | j                                           |
| Bugetto                                                              |      | Züchter: Rijk Zwaan Zaadteelt En Zaadhandel B.V. | j                                           |
| Bugi Vugi                                                            |      | Züchter: Mashtakov Aleksej Alekseevich, Mashtakova Anna Harlampievna, Ignatova Svetlana Ilyinichna, Mashtakov Nikolaj Alekseevich, Mashtakova Liliya Ivanovna | j                                           |
| Bugnaski                                                             |      | Züchter: Syngenta Crop Protection Ag | j, o                                        |
| Buisson                                                              |      | | d                                           |
| Buissonnante (oder: Buissonante)                                     |      | Züchter: Domaine Public (Fr) | c, j                                        |
| Buj Tur                                                              |      | Züchter: Buharov Aleksandr Fedorovich, Solomatin Mihail Ivanovich, Ermachkova Nataliya Viktorovna | j                                           |
| Bujan Schjoltij                                                      |      | | c                                           |
| Bukasovii                                                            |      | | c                                           |
| Bukasow Mark                                                         |      | | d                                           |
| Bul'Dog                                                              |      | Züchter: Avdeev Yurij Ivanovich, Kigashpaeva Olga Petrovna, Avdeev Andrej Yurievich | j                                           |
| Bulava                                                               |      | Züchter: Gavrish Sergej Fedorovich, Morev Viktor Vasilievich, Amcheslavskaya Elena Valentinovna, Degovtsova Tatiyana Vladimirovna, Volok Olga Anatolievna, Gladkov Dmitrij Sergeevich                                                                                         | j                                           |
| Bulba                                                                |      | Züchter: Yuksel Tohumculuk Tarim San. Ve Tic. Ltd. Sti. | j                                           |
| Bulgarian # 7                                                        |      | | c, e, d, g, h                               |
| Bulgarian Big Red Round                                              |      | | c, d                                        |
| Bulgarian Compo Bu Cemeha                                            |      | | c, d                                        |
| Bulgarian Douma Egpa                                                 |      | | c, d                                        |
| Bulgarian Old Sort No Name                                           |      | | c, d                                        |
| Bulgarian Pulpy                                                      |      | | c, d                                        |
| Bulgarian Roza                                                       |      | | c, d                                        |
| Bulgarian Tozabu Tylaut                                              |      | | c, d                                        |
| Bulgarian Tozala Egpu                                                |      | | c, d                                        |
| Bulgarian Triumph                                                    |      | | c, d, e, g, h                               |
| Bulgarische Edelherztomate                                           |      | | n                                           |
| Bulgarische Fleischtomate (oder: Bulgarische Fleisch)                |      | | c, n                                        |
| Bulgarische Riesenfleischtomate                                      |      | | f                                           |
| Bulgarische Riesentomate                                             |      | | c                                           |
| Bulgarischer Edelriese                                               |      | | n                                           |
| Bulgarischer Rosa Riese                                              |      | | c, d                                        |
| Bulgarska Khala                                                      |      | Herkunft: Bulgarien | c, d                                        |
| Bulgarski                                                            |      | | c, g, h, d                                  |
| Bulker                                                               |      | | j                                           |
| Bull                                                                 |      | | j                                           |
| Bull Heart Red Ukrainian (oder: Red Ukrainian Bull Heart)            |      | | c, d                                        |
| Bull Sack                                                            |      | | e, g, h                                     |
| Bull’s Heart                                                         |      | | n                                           |
| Bullata                                                              |      | | g, h                                        |
| Bulldog                                                              |      | | j                                           |
| Bullosa                                                              |      | | g, h                                        |
| Bullseye F1                                                          |      | Züchter: Amit Hotzev. | j, o                                        |
| Bulut                                                                |      | | j                                           |
| Bum                                                                  |      | Züchter: Respublikanskoe Nauchno Proizvodstvennoe Dochernee, Unitarnoe Predpriiatie Institut Ovoshchevodstva, 220028, G.Minsk, Ul.Maiakovskogo, 127A, Belarus | j, o                                        |
| Bumbarash                                                            |      | Züchter: Dubinin Sergej Vladimirovich, Kirillov Mihail Ivanovich, Dubinina Irina Nikolaevna | j                                           |
| Bumble Bee                                                           |      | | j                                           |
| Bumbuna Inta                                                         |      | Züchter: Eea Salta | j                                           |
| Bumerang                                                             |      | Züchter: Ignatova Svetlana Ilyinichna, Gorshkova Nina Sergeevna, Moskvicheva Vera Timofeevna | j                                           |
| Bundaberg Rumball                                                    |      | | c, d                                        |
| Bunte Pflaume                                                        |      | | c, d, g, h                                  |
| Buonopeel                                                            |      | Züchter: Renato Faraone Mennella | j                                           |
| Bura                                                                 |      | | j                                           |
| Buran                                                                |      | Züchter: Ensa Zaden Beheer B.V., P.O. Box 7, 1600 Aa Enkhuizen, Haling 1, 1602 Db Enkhuizen, The Netherlands | j, o                                        |
| Buran F1                                                             |      | Züchter: Enza Zaden | j, k                                        |
| Buratino                                                             |      | Züchter: Lukiyanenko Anatolij Nikitovich, Egiyan Madlena Egishevna, Goryajnova Olga Dmitrievna, Lukiyanenko Oleg Anatolievich | c, d, e, j                                  |
| Burba L. 31                                                          |      | | g, h                                        |
| Burbank                                                              |      | | c, d, e, g, h                               |
| Burbank Self Pruning And Early                                       |      | | c, d                                        |
| Burbank Slicing                                                      |      | | k                                           |
| Burcham’s New Generation                                             |      | | c, d                                        |
| Burcham’s Potato Leaf Mystery (oder: Burcham’s Potatoe Leaf Mystery) |      | | c, d                                        |
| Burcu                                                                |      | | j                                           |
| Burdalo                                                              |      | Züchter: Nunhems B.V. | j, o                                        |
| Burgess Crackproof                                                   |      | | c, d                                        |
| Burgess Lemon                                                        |      | | c, d                                        |
| Burgess Stuffing                                                     |      | | d                                           |
| Burgis                                                               |      | | f                                           |
| Burgundy Traveler                                                    |      | | c, d                                        |
| Burhan                                                               |      | | j                                           |
| Burkanlapu                                                           |      | | c, f, n                                     |
| Burkina Faso                                                         |      | | c, d                                        |
| Burkowskij Rannij                                                    |      | | c, d                                        |
| Burning Spear                                                        |      | | c, d, f                                     |
| Burnley Bounty                                                       |      | | c                                           |
| Burnley Gem                                                          |      | | e, g, h                                     |
| Burpee’s Big Boy Hybrid                                              |      | | c                                           |
| Burpee’s Delicious                                                   |      | Züchter: Domaine Public (Fr) | c, j                                        |
| Burpee’s Fordhook First                                              |      | | c, d                                        |
| Burpee’s Globe                                                       |      | | c, d                                        |
| Burpee’s Gloriana                                                    |      | | c, d                                        |
| Burpee’s Jubilee                                                     |      | | c, g, h                                     |
| Burpee’s Longkeeper (oder: Burpee’s Long Keeper)                     |      | | c, d, j                                     |
| Burpee’s Matchless                                                   |      | | d                                           |
| Burpee’s Quarter Century                                             |      | | d                                           |
| Burpee’s Sunnybrook Earliana                                         |      | | d                                           |
| Burpee’s Supersteak F1                                               |      | | c, d                                        |
| Burpee’s Table Talk                                                  |      | | c, d                                        |
| Burpee’s Vf Tomato                                                   |      | | j                                           |
| Burracker’s Favorite                                                 |      | | c, d, e, f, g, h                            |
| Bursa                                                                |      | Züchter: Semillas Fito, S.A. | j, o                                        |
| Bursztyn                                                             |      | Züchter: Plantico Hodowla I Nasiennictwo Ogrodnicze Golebiew Sp. Z O.O. | c, d, f, g, h, j                            |
| Burton                                                               |      | | j                                           |
| Burwood Prize                                                        |      | | c, d                                        |
| Burzhuin                                                             |      | Züchter: Lukiyanenko Anatolij Nikitovich, Dubinin Sergej Vladimirovich, Dubinina Irina Nikolaevna | j                                           |
| Burzhuj                                                              |      | Züchter: Lukiyanenko Anatolij Nikitovich, Dubinin Sergej Vladimirovich, Dubinina Irina Nikolaevna | j                                           |
| Buschtomate Aus Sardinien                                            |      | | c, d                                        |
| Buschtomate Sophie’s Choice                                          |      | | e                                           |
| Bush Beefsteak                                                       |      | | c, d, e, g, h                               |
| Bush Champion II F1                                                  |      | | c, d                                        |
| Bush Early Girl                                                      |      | | e, g, h                                     |
| Bush Early Girl F1                                                   |      | | c, d                                        |
| Bush Goliath                                                         |      | | d                                           |
| Bush Goliath F1                                                      |      | | d                                           |
| Bushra                                                               |      | | j                                           |
| Bushsteak Hybrid                                                     |      | | c                                           |
| Bushy Chabarovsky                                                    |      | | c, d, g, h                                  |
| Businka                                                              |      | Züchter: Ignatova Svetlana Ilyinichna, Gorshkova Nina Sergeevna, Tereshonkova Tatiyana Arkadievna | c, e, j                                     |
| Businka F1                                                           |      | | d                                           |
| Busktomat                                                            |      | | g, h                                        |
| Büsra                                                                |      | | j                                           |
| Bust                                                                 |      | | c                                           |
| Busynka F1                                                           |      | | j, o                                        |
| Butch’s                                                              |      | | c, d                                        |
| Butler Skinner                                                       |      | | c, d                                        |
| Buttafuoco                                                           |      | Züchter: Tera Seeds Srl Cons. | j                                           |
| Butte                                                                |      | Züchter: Ferry Morse Seed Co.(Usa) (Us) | j, o                                        |
| Butter And Bull Heart                                                |      | | c, d                                        |
| Butter Apple                                                         |      | | c, d                                        |
| Butterworth’s Potato Leaf                                            |      | | c, d                                        |
| Buttrum’s Majesty                                                    |      | | c, d                                        |
| Butuz                                                                |      | Züchter: Lukiyanenko Anatolij Nikitovich, Dubinin Sergej Vladimirovich, Dubinina Irina Nikolaevna | e, j                                        |
| Butyrka                                                              |      | Züchter: Gavrish Sergej Fedorovich, Morev Viktor Vasilievich, Amcheslavskaya Elena Valentinovna, Volok Olga Anatolievna, Gladkov Dmitrij Sergeevich, Vasilieva Margarita Yurievna, Artemieva Galina Mihajlovna, Redichkina Tatiyana Aleksandrovna                             | j                                           |
| Butz German                                                          |      | | c, d                                        |
| Buvena                                                               |      | Züchter: Syngenta Crop Protection Ag | j, o                                        |
| Buyan Zheltyj (oder: Buyan Zheltyi)                                  |      | Züchter: Gubko Valentina Nikolaevna, Kamanin Andrej Aleksandrovich | d, j                                        |
| Buzau 1600 (oder: Buzãu 1600)                                        |      | | c, j                                        |
| Buzau 22 (oder: Buzãu 22)                                            |      | | j                                           |
| Buzau 4                                                              |      | Züchter: Burnichi Floarea, Gheorghe Florica, Bebea Petruta | j                                           |
| Buzau 47 (oder: Buzãu 47)                                            |      | | j                                           |
| Buzau 50                                                             |      | Züchter: Bebea Petruta, Burnichi Floarea, Gheorghe Florica | j                                           |
| Bv III                                                               |      | Züchter: Clause Semences Sa (Fr) | j                                           |
| Bx 15009585                                                          |      | Züchter: Seminis Vegetable Seeds Inc. | j, o                                        |
| Bx 15037029                                                          |      | | j                                           |
| Bybal                                                                |      | Züchter: De Ruiter Seeds | j, o                                        |
| Byblos                                                               |      | Züchter: Isi Sementi Spa | j                                           |
| Byce Serdce                                                          |      | | g, h                                        |
| Bychij Glaz (oder: Bychiy Glaz)                                      |      | Züchter: Postnikova Olga Valentinovna | d, j                                        |
| Bychij Lob (oder: Bychiy Lob)                                        |      | Züchter: Dederko Vladimir Nikolaevich, Yabrov Aleksandr Alekseevich, Postnikova Olga Valentinovna | d, j                                        |
| Bychiy Myod                                                          |      | | c, d                                        |
| Bychok                                                               |      | | d                                           |
| Bychye Serdtse (oder: Bycze Serce. Bych’Sche Serdse. Bychie Serdtse) |      | Züchter: Torseed Przedsiebiorstwo Nasiennictwa Ogrodniczego I Szkolkarstwa S.A. | d, e, g, h, j                               |
| Bychye Serdtse (oder: Khilenko)                                      |      | | c, d                                        |
| Bychye Serdtse Abakanskoe                                            |      | | c, d                                        |
| Bychye Serdtse Beloe                                                 |      | | d                                           |
| Bychye Serdtse Malinovoe                                             |      | Züchter: Avdeev Yurij Ivanovich, Kigashpaeva Olga Petrovna, Ivanova Lyudmila Mihajlovna, Bazhmaeva Fatima Kal'Tazhievna, Avdeev Andrej Yurievich | j                                           |
| Bychye Serdtse Minusinskoe Kistevoe                                  |      | | d                                           |
| Bychye Serdtse Minusinskoe Rozovoe                                   |      | | c, d                                        |
| Bychye Serdtse Minusinskoe Zheltoe                                   |      | | c, d                                        |
| Bychye Serdtse Oranzhevoe                                            |      | | d                                           |
| Bychye Serdtse Persikovoe                                            |      | Züchter: Kachajnik Vladimir Georgievich, Gul'Kin Mihail Nikolaevich, Karmanova Olga Alekseevna, Bulykova Nataliya Vasilievna | j                                           |
| Bychye Serdtse Rozovoe                                               |      | Züchter: Nastenko Nataliya Viktorovna, Kachajnik Vladimir Georgievich, Gul'Kin Mihail Nikolaevich | d, j                                        |
| Bychye Serdtse Vystavochnoe                                          |      | | c, d                                        |
| Byelsa                                                               |      | Züchter: Semillas Fitó S.A. | j, o                                        |
| Bykyni                                                               |      | Züchter: Gautier Semences Sas (Fr) | j                                           |
| Byron                                                                |      | Züchter: Geomarket Ltd. (Gr) | j                                           |
| Bysonte                                                              |      | Züchter: Yuksel Seeds Ltd. | j                                           |
| Bystrenok                                                            |      | Züchter: Kudryashov Andrej Vasilievich | j                                           |
| Byzance                                                              |      | Züchter: Clause (Fr) | j                                           |